# Nationalratswahl in Österreich 2008
- SPÖ: 57
- GRÜNE: 20
- FPÖ: 34
- BZÖ: 21
- ÖVP: 51

- Regierung: 108
- Opposition: 75

Die 24. Nationalratswahl in Österreich fand am 28. September 2008 statt. Diese vorzeitige Wahl fand aufgrund der Auflösung der Koalition von SPÖ und ÖVP statt, der anhaltende Konflikte zwischen den beiden Regierungsparteien vorangegangen waren.
Stimmenstärkste Partei wurde die SPÖ mit Werner Faymann, die große Stimmverluste gegenüber der Wahl 2006 hinnehmen musste. Mit noch schwereren Verlusten wurde die ÖVP mit Wilhelm Molterer Zweitplatzierte. Beide Parteien erreichten bei dieser Wahl ihr bis dahin schlechtestes Ergebnis in der Zweiten Republik.
Stark profitieren konnte als Drittplatzierte die Freiheitliche Partei Österreichs (FPÖ) und das viertplatzierte Bündnis Zukunft Österreich (BZÖ), welches seinen Stimmenanteil mehr als verdoppelte und somit Die Grünen überholte.

## Änderungen im Wahlrecht
Nach der am 1. Juli 2007 eingetretenen Änderung des Wahlrechts war es im Jahr 2008 erstmals bei einer Wahl zum österreichischen Nationalrat möglich, ab dem vollendeten 16. Lebensjahr das aktive Wahlrecht wahrzunehmen. Das passive Wahlrecht trat allerdings ab Vollendung des 18. Lebensjahres ein.
Auch bestand zum ersten Mal die Möglichkeit, eine Wahlkarte für eine Briefwahl zu beantragen. Dazu waren jene Personen berechtigt, die am Wahltag ortsabwesend, inhaftiert oder bettlägerig waren. In letzterem Fall konnte die Wahlbehörde auch Hausbesuche abstatten. Die Frist zur Beantragung einer Wahlkarte bestand bis zum 26. September 2008.
Die Legislaturperiode betrug erstmals fünf Jahre.

## Wahlergebnis
Nicht in den Nationalrat kamen von den bundesweit angetretenen Parteien das Liste Fritz Dinkhauser – Bürgerforum Österreich (FRITZ), Die Christen (DC), die Kommunistische Partei Österreichs (KPÖ), das Liberale Forum (LIF) und die Unabhängige Bürgerinitiative Rettet Österreich (RETTÖ). Darüber hinaus traten die Linke in fünf Bundesländern, die Liste Stark (STARK) und die Liste Dipl.-Ing. Karlheinz Klement (KHK) in Kärnten sowie in Wien die Tierrechtspartei earth-human-animals-nature (TRP) an, die ebenfalls nicht den Einzug in den Nationalrat schafften.

## Neue Bundesregierung
Das Ergebnis führte nach 56 Tagen Koalitionsverhandlungen zu einer Weiterführung der Großen Koalition, diesmal unter dem neuen Bundeskanzler Werner Faymann und Vizekanzler Josef Pröll.

## Gesamtergebnis

### Endergebnis
Amtliches Endergebnis (inklusive aller Wahlkarten)
| | Ergebnisse 2008  | Ergebnisse 2008  | Ergebnisse 2008  | Ergebnisse 2008  | Ergebnisse 2006     | Ergebnisse 2006     | Ergebnisse 2006     | Ergebnisse 2006     | Veränderung 2008 zu 2006 | Veränderung 2008 zu 2006 | Veränderung 2008 zu 2006 | Veränderung 2008 zu 2006 |
| Wahldaten |                  |                  |                  |                  |                     |                     |                     |                     |                          |                          |                          |                          |
| Anzahl | Anteil           |                  |                  | Anzahl           | Anteil              |                     |                     | Anzahl              | Anteil (%-Pkte)          |                          |                          |                          |
| Wahlberechtigte | 6.333.109        | –                | 6.107.892        | –                | +225.217            | –                   |                     |                     |                          |                          |                          |                          |
| abgegeben | 4.990.952        | 78,81 %          | 4.793.735        | 78,48 %          | +197.217            | +0,33               |                     |                     |                          |                          |                          |                          |
| ungültig | 103.643          | 2,08 %           | 85.454           | 1,78 %           | 18.189              | +0,29               |                     |                     |                          |                          |                          |                          |
| gültig | 4.887.309        | 97,92 %          | 4.708.281        | 98,22 %          | 179.028             | −0,29               |                     |                     |                          |                          |                          |                          |
| Wahlergebnisse |                  |                  |                  |                  |                     |                     |                     |                     |                          |                          |                          |                          |
| Wahlwerber | Stimmen          | Anteil           | relativ          | Man- date        | Stimmen             | Anteil              | relativ             | Man- date           | Stimmen                  | Anteil                   | relativ (%-Pkte)         | Man- date                |
| SPÖ | 1.430.206        | 29,26 %          | 22,58 %          | 57               | 1.663.986           | 35,34 %             | 27,24 %             | 68                  | −233.780                 | −6,08                    | −4,66                    | −11                      |
| ÖVP | 1.269.656        | 25,98 %          | 20,05 %          | 51               | 1.616.493           | 34,33 %             | 26,47 %             | 66                  | −346.837                 | −8,35                    | −6,42                    | −15                      |
| FPÖ | 857.029          | 17,54 %          | 13,53 %          | 34               | 519.598             | 11,04 %             | 8,51 %              | 21                  | +337.431                 | +6,50                    | +5,03                    | +13                      |
| BZÖ | 522.933          | 10,70 %          | 8,26 %           | 21               | 193.539             | 4,11 %              | 3,17 %              | 7                   | +329.394                 | +6,59                    | +5,09                    | +14                      |
| GRÜNE | 509.936          | 10,43 %          | 8,05 %           | 20               | 520.130             | 11,05 %             | 8,52 %              | 21                  | −10.194                  | −0,61                    | −0,46                    | −1                       |
| LIF | 102.249          | 2,09 %           | 1,61 %           | 0                | nicht kandidiert 1) | nicht kandidiert 1) | nicht kandidiert 1) | nicht kandidiert 1) | +102.249                 | +2,09                    | +1,61                    | ±0                       |
| FRITZ | 86.194           | 1,76 %           | 1,36 %           | 0                | nicht kandidiert    | nicht kandidiert    | nicht kandidiert    | nicht kandidiert    | +86.194                  | +1,76                    | +1,36                    | ±0                       |
| KPÖ | 37.362           | 0,76 %           | 0,59 %           | 0                | 47.578              | 1,01 %              | 0,78 %              | 0                   | −10.216                  | −0,25                    | −0,19                    | ±0                       |
| RETTÖ | 35.718           | 0,73 %           | 0,56 %           | 0                | nicht kandidiert    | nicht kandidiert    | nicht kandidiert    | nicht kandidiert    | +35.718                  | +0,73                    | +0,56                    | ±0                       |
| DC | 31.080           | 0,64 %           | 0,49 %           | 0                | nicht kandidiert    | nicht kandidiert    | nicht kandidiert    | nicht kandidiert    | +31.080                  | +0,64                    | +0,49                    | ±0                       |
| TRP 5) | 2.224            | 0,05 %           | 0,04 %           | 0                | nicht kandidiert    | nicht kandidiert    | nicht kandidiert    | nicht kandidiert    | +2.224                   | +0,05                    | +0,04                    | ±0                       |
| LINKE 2) | 1.789            | 0,04 %           | 0,03 %           | 0                | nicht kandidiert    | nicht kandidiert    | nicht kandidiert    | nicht kandidiert    | +1.789                   | +0,04                    | +0,03                    | ±0                       |
| DIE LINKE 2) | 349              | 0,01 %           | 0,01 %           | 0                | nicht kandidiert    | nicht kandidiert    | nicht kandidiert    | nicht kandidiert    | +349                     | +0,01                    | +0,01                    | ±0                       |
| KHK 3) | 347              | 0,01 %           | 0,01 %           | 0                | nicht kandidiert    | nicht kandidiert    | nicht kandidiert    | nicht kandidiert    | +347                     | +0,01                    | +0,01                    | ±0                       |
| STARK 4) | 237              | 0,00 %           | 0,00 %           | 0                | 312                 | 0,01                | 0,01                | 0                   | −75                      | −0,00                    | −0,00                    | ±0                       |
| MARTIN | nicht kandidiert | nicht kandidiert | nicht kandidiert | nicht kandidiert | 131.688             | 2,80 %              | 2,16 %              | 0                   | -131.688                 | -2,80                    | -2,16                    | ±0                       |
| NFÖ | nicht kandidiert | nicht kandidiert | nicht kandidiert | nicht kandidiert | 10.594              | 0,23 %              | 0,17 %              | 0                   | -10.594                  | -0,23                    | -0,17                    | ±0                       |
| SLP | nicht kandidiert | nicht kandidiert | nicht kandidiert | nicht kandidiert | 2.257               | 0,05 %              | 0,04 %              | 0                   | -2.257                   | -0,05                    | -0,04                    | ±0                       |
| SAU | nicht kandidiert | nicht kandidiert | nicht kandidiert | nicht kandidiert | 1.514               | 0,03 %              | 0,02 %              | 0                   | -1.514                   | -0,03                    | -0,02                    | ±0                       |
| IVE | nicht kandidiert | nicht kandidiert | nicht kandidiert | nicht kandidiert | 592                 | 0,01 %              | 0,01 %              | 0                   | -592                     | -0,01                    | -0,01                    | ±0                       |
| Nicht- und Ungültigwähler |                  |                  |                  |                  |                     |                     |                     |                     |                          |                          |                          |                          |
| – | 1.445.800        | –                | 22,83 %          | –                | 1.399.611           | –                   | 22,91 %             | –                   | 46.189                   | –                        | −0,09                    | –                        |
| Anmerkungen: 01) War in der vorhergehenden Legislaturperiode über ein Wahlbündnis mit der SPÖ im Nationalrat vertreten. 02) Das Wahlbündnis Linke trat im Burgenland, in Oberösterreich, Salzburg und Wien als „Linke“, in Tirol als „Die Linke“ an. 03) Dipl.-Ing. Karlheinz H. Klement (Kandidatur nur in Kärnten) 04) Liste Stark (Kandidatur nur in Kärnten) 05) Tierrechtspartei earth-human-animals-nature (Kandidatur nur in Wien) |                  |                  |                  |                  |                     |                     |                     |                     |                          |                          |                          |                          |

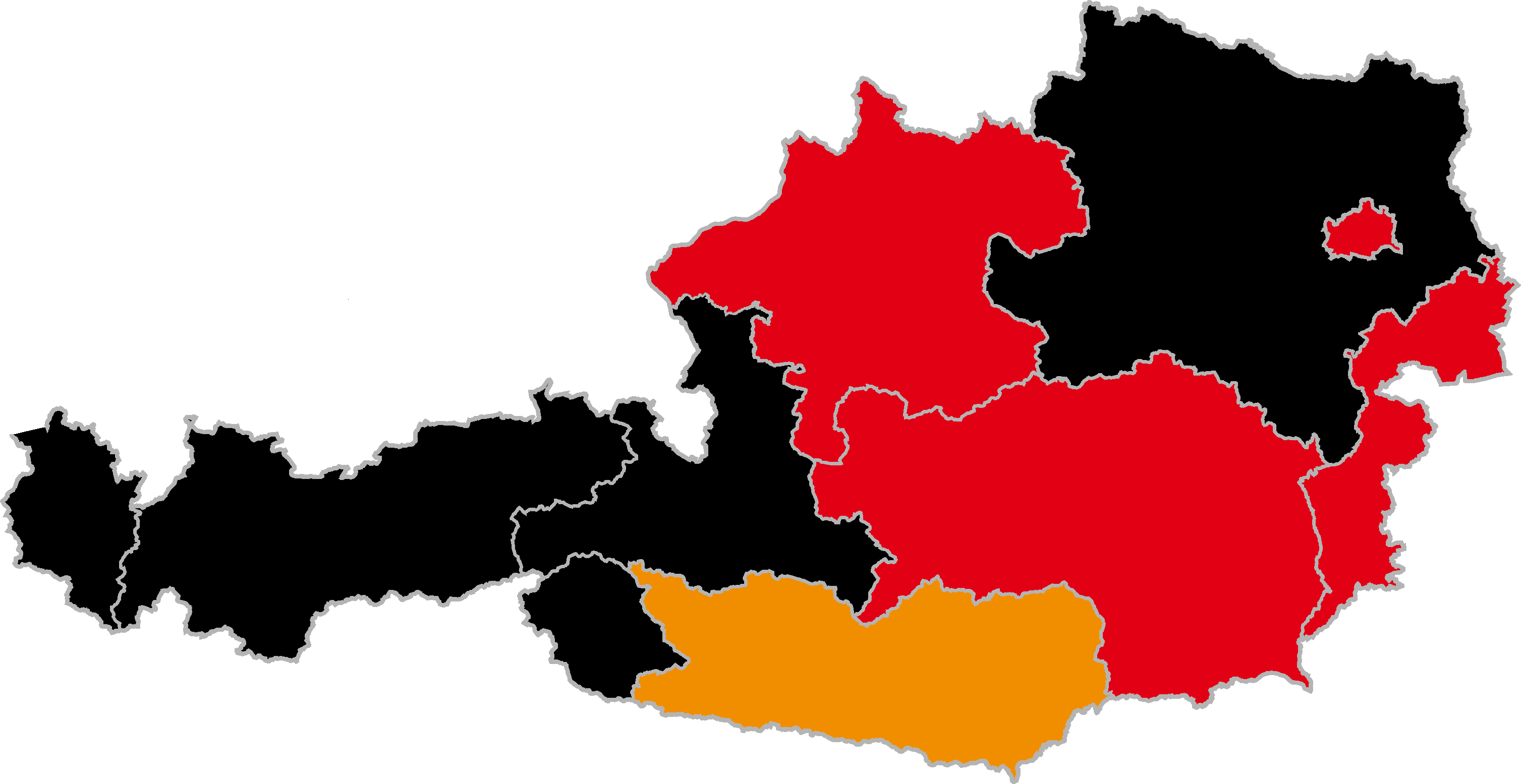
Länderergebnisse bei der Nationalratswahl 2008 nach dem Endergebnis (mit Wahlkarten und Briefwahl)
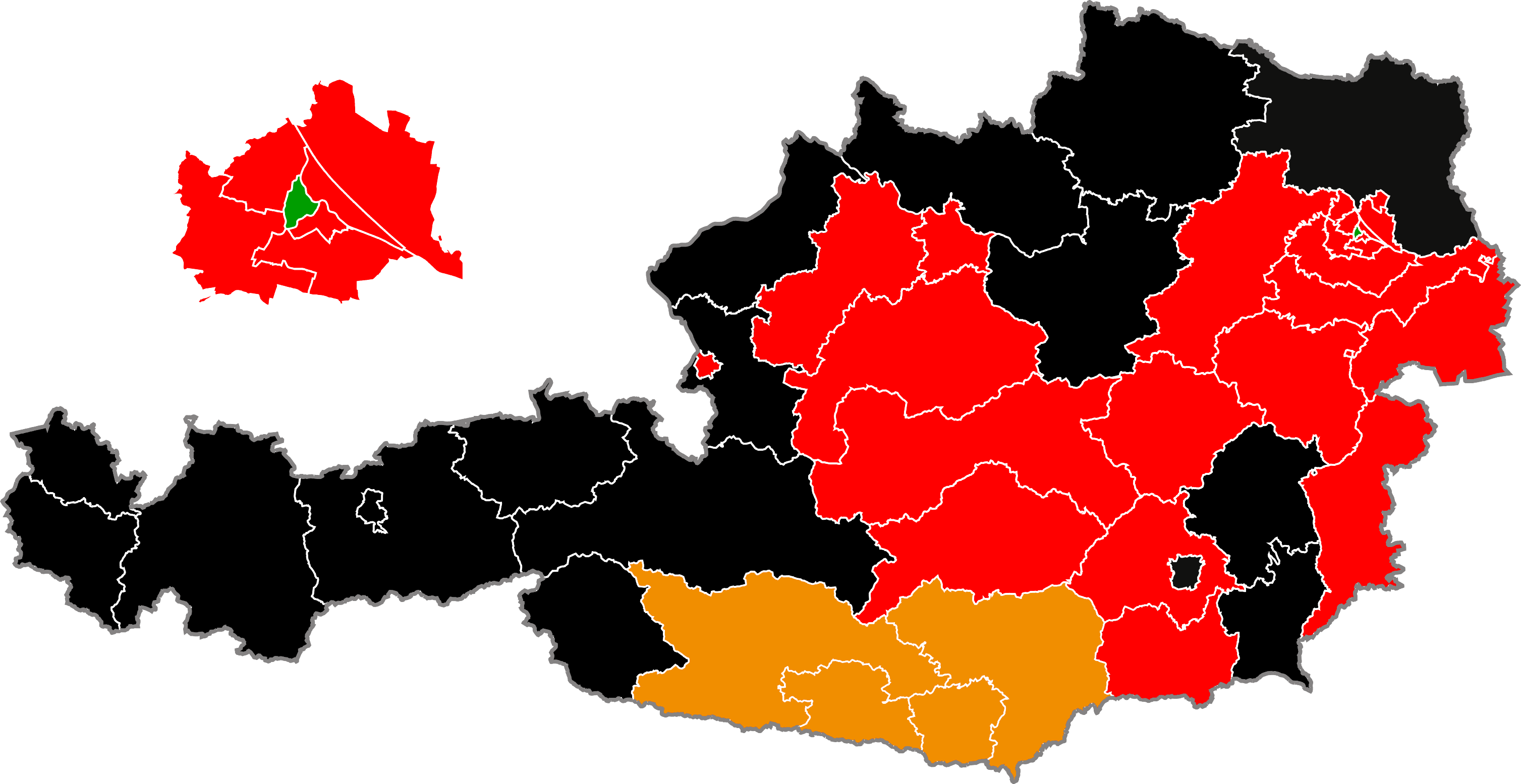
Wahlkreisergebnisse bei der Nationalratswahl 2008 nach dem Endergebnis (mit Wahlkarten und Briefwahl)
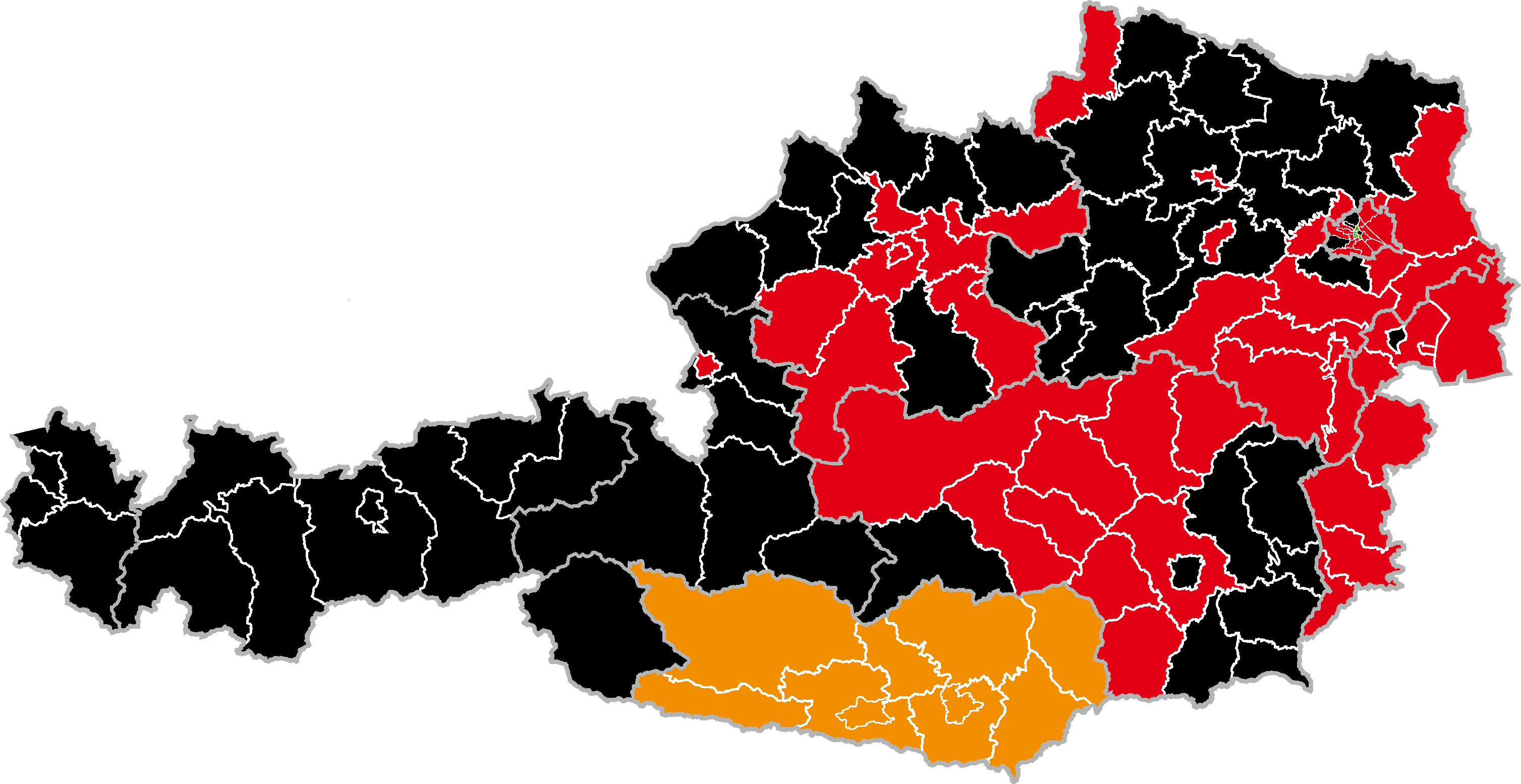
Bezirksergebnisse bei der Nationalratswahl 2008 nach dem Endergebnis (mit Wahlkarten und Briefwahl)
Gemeindeergebnisse bei der Nationalratswahl 2008 nach dem vorläufigen Endergebnis (ohne Wahlkarten und Briefwahl)

### Ergebnisse in den Bundesländern
- Während die SPÖ sich in Burgenland, Oberösterreich, Steiermark und Wien durchsetzen konnte, lag die ÖVP in Niederösterreich, Salzburg, Tirol und Vorarlberg vorne. Nachdem 2006 die Steiermark knapp an die ÖVP gegangen war, wurde die SPÖ diesmal dort stimmenstärkste Partei.
- Das BZÖ konnte sich in seiner Hochburg Kärnten mit mehr als 10 Prozentpunkten vor der SPÖ durchsetzen und somit erstmals bei einer Nationalratswahl in einem Bundesland gewinnen.
- Die FPÖ erreichte ihr bestes Resultat in Wien, wo sie 20,4 % Wählerzustimmung erhielt und den zweiten Platz hinter der SPÖ belegte. Besonders in den Außenbezirken konnten die Freiheitlichen punkten.
- Die Grünen bekamen ihren Wählerzuspruch hauptsächlich aus Vorarlberg und Wien, wo sie von Verlusten der Großparteien profitierten. In Wien verloren sie viele Stimmen an das Liberale Forum und erzielten ein prozentuell schlechteres Ergebnis als bei der Nationalratswahl 2006, jedoch gingen sie in fünf Wiener Gemeindebezirken als stimmenstärkste Partei hervor, das sind zwei Bezirke mehr als 2006.[4]

|       | Bgld | Knt  | NÖ   | OÖ   | Sbg  | Stmk | Tirol | Vbg  | Wien |
| ----- | ---- | ---- | ---- | ---- | ---- | ---- | ----- | ---- | ---- |
| SPÖ   | 40,1 | 28,1 | 30,4 | 30,5 | 23,8 | 29,3 | 18,0  | 14,1 | 34,8 |
| ÖVP   | 29,1 | 14,6 | 32,2 | 26,8 | 29,1 | 26,2 | 31,1  | 31,3 | 16,7 |
| FPÖ   | 16,2 | 07,6 | 18,1 | 19,0 | 17,7 | 17,3 | 17,0  | 16,1 | 20,4 |
| BZÖ   | 05,3 | 38,5 | 06,3 | 09,1 | 12,2 | 13,2 | 09,7  | 12,8 | 04,7 |
| Grüne | 05,7 | 06,9 | 08,1 | 09,9 | 11,8 | 08,5 | 11,1  | 17,2 | 16,0 |

### Wählerströme
Während die SPÖ bei ehemaligen FPÖ-, ÖVP- und Grünwählern gewinnen konnte, kam der einzige nennenswerte Stimmenzuwachs der ÖVP ausschließlich von den Grünen. Auffällig bei beiden Großparteien sind die massiven Verluste an FPÖ und BZÖ, wobei die FPÖ stärker an ehemaligen SPÖ-Wählern und das BZÖ mehr ÖVP-Wähler dazugewann. Bei den Grünen gingen die größten Verluste an Sonstige und Nichtwähler.

## Hintergrund

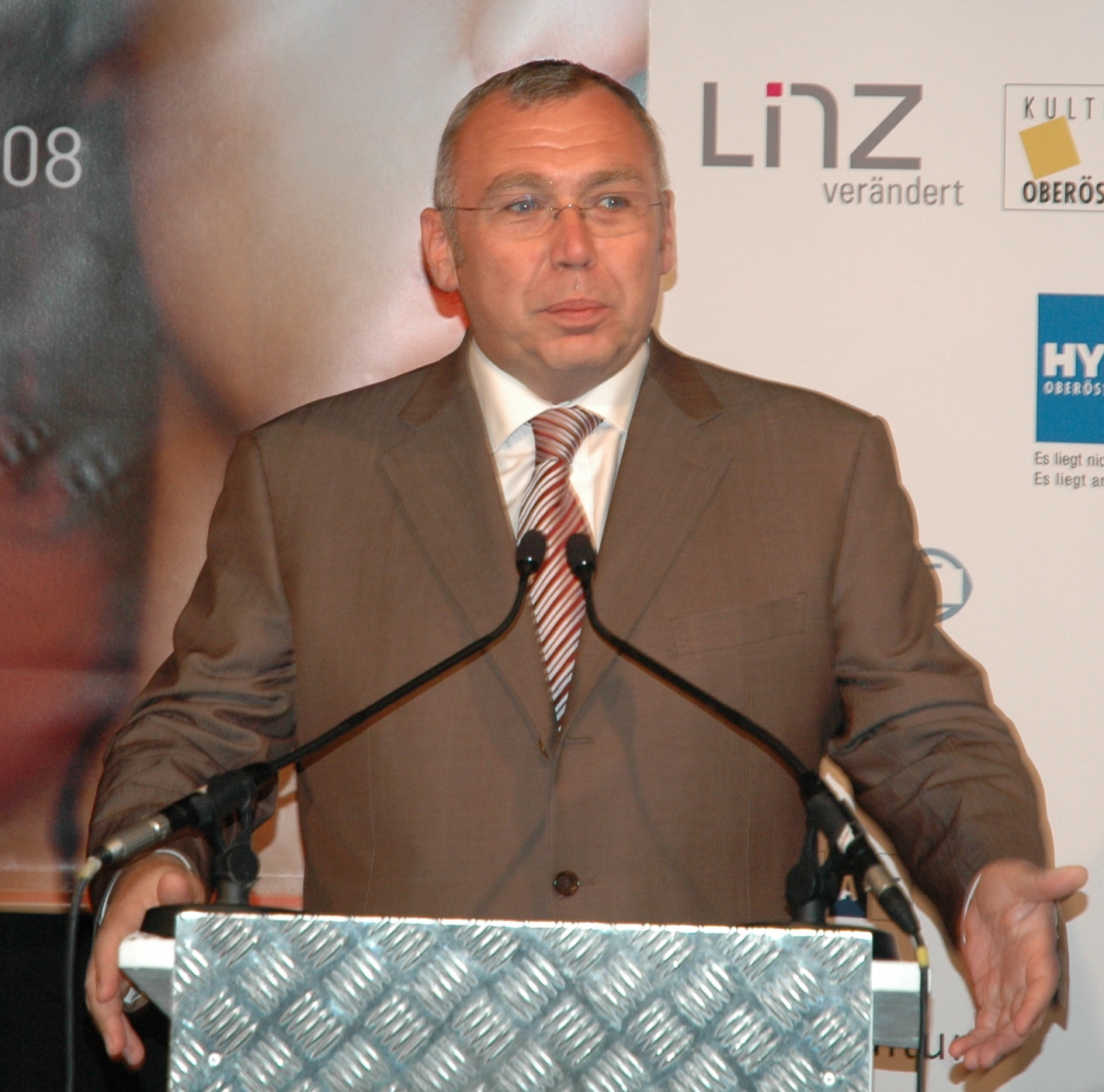
Bundeskanzler Alfred Gusenbauer (2008)

Auf die Nationalratswahl am 1. Oktober 2006 folgte am 11. Jänner 2007 die Bundesregierung Gusenbauer, eine Koalition der zwei stimmenstärksten Parteien SPÖ und ÖVP. Die SPÖ verfügte über 68, die ÖVP über 66 von 183 Nationalratsmandaten. Diese Koalition, die der Regierung Schüssel II (ÖVP/BZÖ) folgte, wurde zu Beginn vor allem von der Opposition, von linken und SPÖ-nahen Organisationen kritisiert, weil die Sozialdemokraten nur wenige Forderungen aus dem Wahlkampf 2006 durchsetzen konnten.
Die Regierung wurde sich selten über große Sachthemen einig. Der noch während der Koalitionsverhandlungen von der SPÖ gemeinsam mit Grünen, FPÖ und BZÖ beschlossene und von der ÖVP vehement abgelehnte parlamentarische Untersuchungsausschuss über mögliche Verfehlungen früherer Innenminister der ÖVP wurde zu einem fortdauernden Konfliktherd. Zu einer schweren Regierungskrise führten im Februar und März 2008 Forderungen der SPÖ, inflationsbetroffene Haushalte mit 100 Euro zu fördern und die geplante Steuerreform von 2010 auf 2009 vorzuziehen, was die ÖVP ablehnte.
Das Nachrichtenmagazin profil publizierte ein ihm zugespieltes Strategiepapier der ÖVP, wonach diese die Auflösung der Koalition und die Neuwahlen bereits im Juni geplant habe.
Am 8. Juni erreichte der damalige ÖVP-Politiker Fritz Dinkhauser mit einer eigenen Liste bei der Landtagswahl in Tirol auf Anhieb 18 % der Stimmen, während sowohl ÖVP (minus 9,39 %) als auch SPÖ (minus 10,39 %) stark verloren. Bei der ÖVP wechselte in der Folge Innenminister Günther Platter als Landeshauptmann nach Tirol und löste Herwig van Staa ab. In der SPÖ wurde Kritik am Parteivorsitzenden und Bundeskanzler Gusenbauer laut, die nach der Landtagswahl in Niederösterreich (SPÖ: minus 9,39 %) aufgekommen war. Mitte Juni 2008 wurde der Beschluss gefasst, Infrastrukturminister Werner Faymann als Parteichef zu designieren. Geplant war zunächst, dass Gusenbauer als amtierender Bundeskanzler auch der Spitzenkandidat der Partei in der nächsten Wahl sein solle, während Faymann die Parteiagenden leitet.
Am 26. Juni verkündeten Faymann und Gusenbauer in einem Leserbrief an die Kronen Zeitung, „dass zukünftige Vertragsänderungen, die die österreichischen Interessen berühren, durch eine Volksabstimmung in Österreich entschieden werden sollen“. Am 7. Juli gab ÖVP-Bundesparteiobmann und Vizekanzler Wilhelm Molterer mit der Aussage „Es reicht“ den Beschluss bekannt, die Zusammenarbeit mit den Sozialdemokraten zu beenden.
Molterer begründete die Forderung nach Neuwahlen damit, dass die SPÖ „orientierungs- und führungslos“ sei und deshalb eine neue Regierung erforderlich sei.

## Angetretene Parteien
Mit zehn bundesweit antretenden Parteien standen mehr zur Wahl als jemals zuvor in der Zweiten Republik. Zusätzlich kandidierten noch vier weitere Parteien in einzelnen Bundesländern.

### Sozialdemokratische Partei Österreichs (SPÖ)

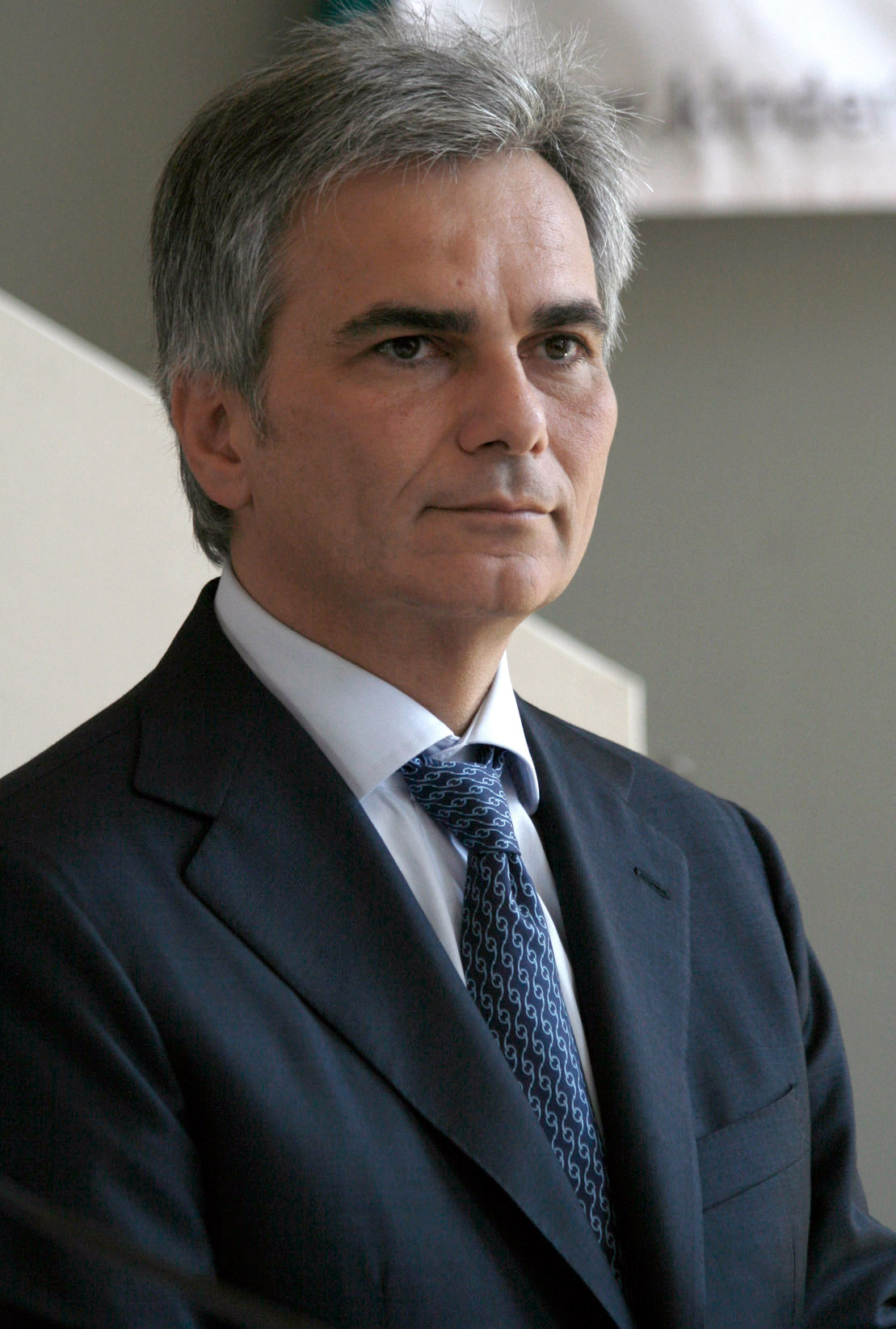
Werner Faymann, Spitzenkandidat der SPÖ

Alfred Gusenbauer verlautbarte nach der Neuwahlankündigung der ÖVP, dass er nicht als Spitzenkandidat für die Wahl im September zur Verfügung stehen werde. Zum Spitzenkandidaten wurde der bisherige Infrastrukturminister Werner Faymann. Zur Wahlkampfleiterin wurde die Bundesgeschäftsführerin der Partei, Doris Bures, ernannt.
Die Fraktion Sozialdemokratischer Gewerkschafter präsentierte am 14. Juli 2008 ihren Listenkandidaten Wilhelm Haberzettl, er trat auf der SPÖ-Liste hinter Nationalratspräsidentin Barbara Prammer und vor Laura Rudas an dritter Stelle an. Noch bei der Nationalratswahl 2006 wurden Gewerkschafter wegen der BAWAG-Affäre nicht auf aussichtsreichen Listenplätzen gereiht.
Das offizielle Wahlkampfbudget betrug 9,5 Millionen Euro. Als zentralen Punkt ihres Wahlprogramms nannte die SPÖ eine Reform des Arbeitsrechts, etwa ein Verbot benachteiligender Vertragsklauseln und eine Stärkung der Rechte von Teilzeitbeschäftigten. Als Maßnahmen gegen die Teuerung will sie die Bundeswettbewerbsbehörde stärken und die Umsatzsteuer auf Lebensmittel auf fünf Prozent senken. Weiters soll die Pendlerpauschale erhöht werden. Außerdem hielt die SPÖ an Forderungen des vorhergehenden Wahlkampfs fest, wie der Einführung einer Grundsicherung oder der Vermögenszuwachssteuer. Im Bereich der Kinderbetreuung soll es „leistbare“ Kinderbetreuungsplätze geben. Zudem soll die Betreuung für Kinder unter drei Jahren schrittweise ausgebaut und die Schulpflicht auf ein Alter von fünf Jahren gesenkt werden.
Laut Faymann schloss die SPÖ eine Koalition mit der Freiheitlichen Partei Österreichs sowie dem Bündnis Zukunft Österreich aus.

### Österreichische Volkspartei (ÖVP)

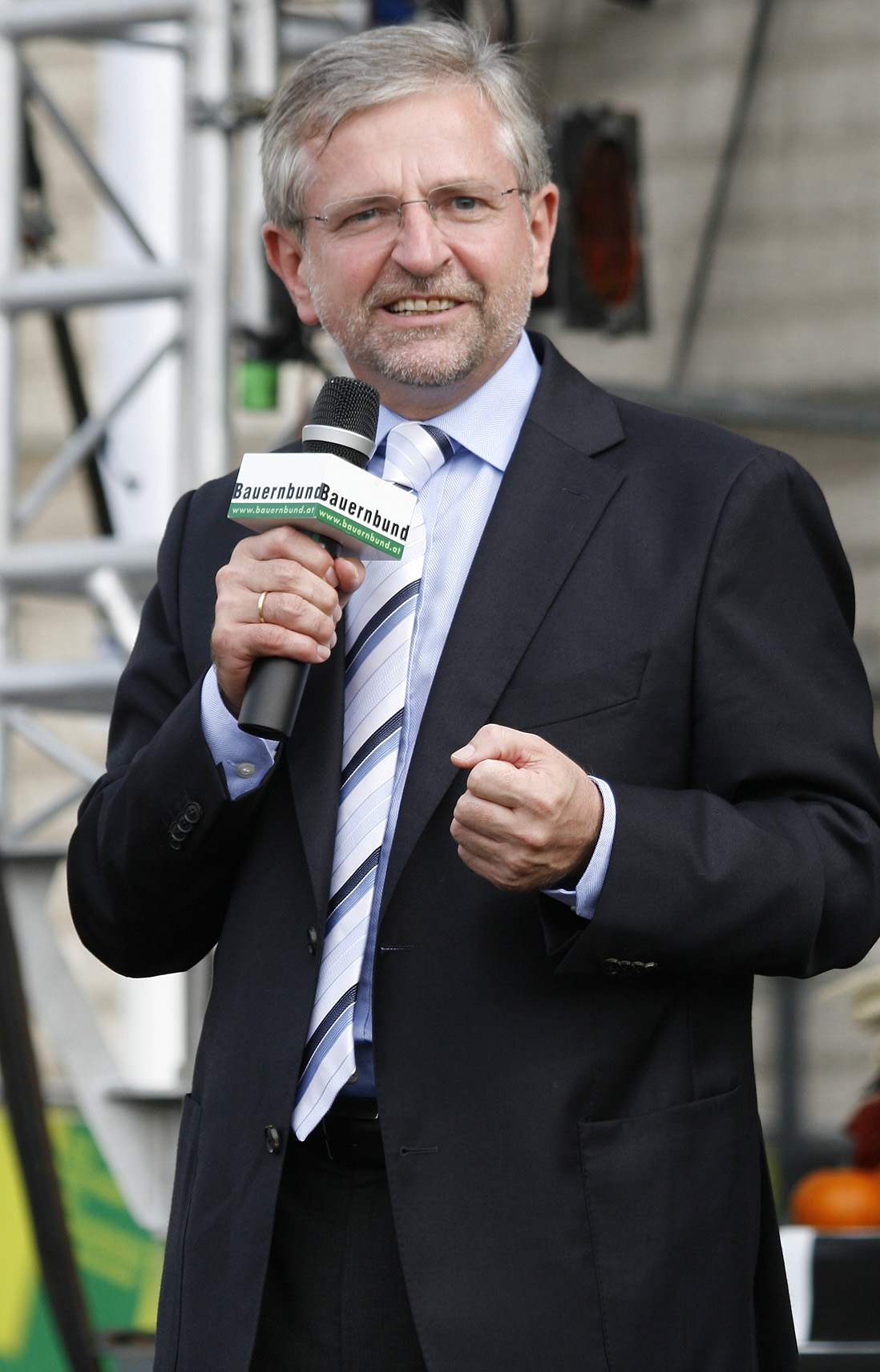
Wilhelm Molterer, Spitzenkandidat der ÖVP

Für die Österreichische Volkspartei trat Wilhelm Molterer als Spitzenkandidat an. Wahlkampfleiter war Generalsekretär Hannes Missethon. Im Gegensatz zur letzten Wahl schloss die ÖVP diesmal keinen Koalitionspartner aus, jedoch müsste sich dieser zur Europäischen Union bekennen. Molterer sprach sich überdies für eine Koalition mit den Grünen aus.
Das offizielle Wahlkampfbudget betrug 8,5 Millionen Euro.
Als Wahlkampfthemen nannte die ÖVP die Senkung der Steuer- und Abgabenquote auf unter 40 % im Rahmen einer Steuerreform 2010 und die Erreichung eines Nulldefizits 2011. Im Zuge dieser Steuerreform soll zudem ein stärkerer Anreiz für die Erfolgsbeteiligung von Mitarbeitern in Unternehmen gesetzt werden. Weiters will die ÖVP ein „Österreich-Ticket“ einführen, das die bundesweite Benutzung öffentlicher Verkehrsmittel ermöglicht. Im Bereich der Zuwanderung fordert sie verpflichtende Deutschkurse für Zuwanderer. Im Bereich der Kinderbetreuung soll es ein verpflichtendes, kostenloses Kindergartenjahr geben.
Mit einem neuen Vorschlag antwortete die ÖVP auf das Fünf-Punkte-Programm der SPÖ. Sie möchte bei einer Karenzzeit von bis zu 14 Monaten nicht mehr ein fixes Kinderbetreuungsgeld, sondern 80 % des letzten Verdienstes an die betreuenden Personen auszahlen.

### Die Grünen – Die Grüne Alternative (GRÜNE)

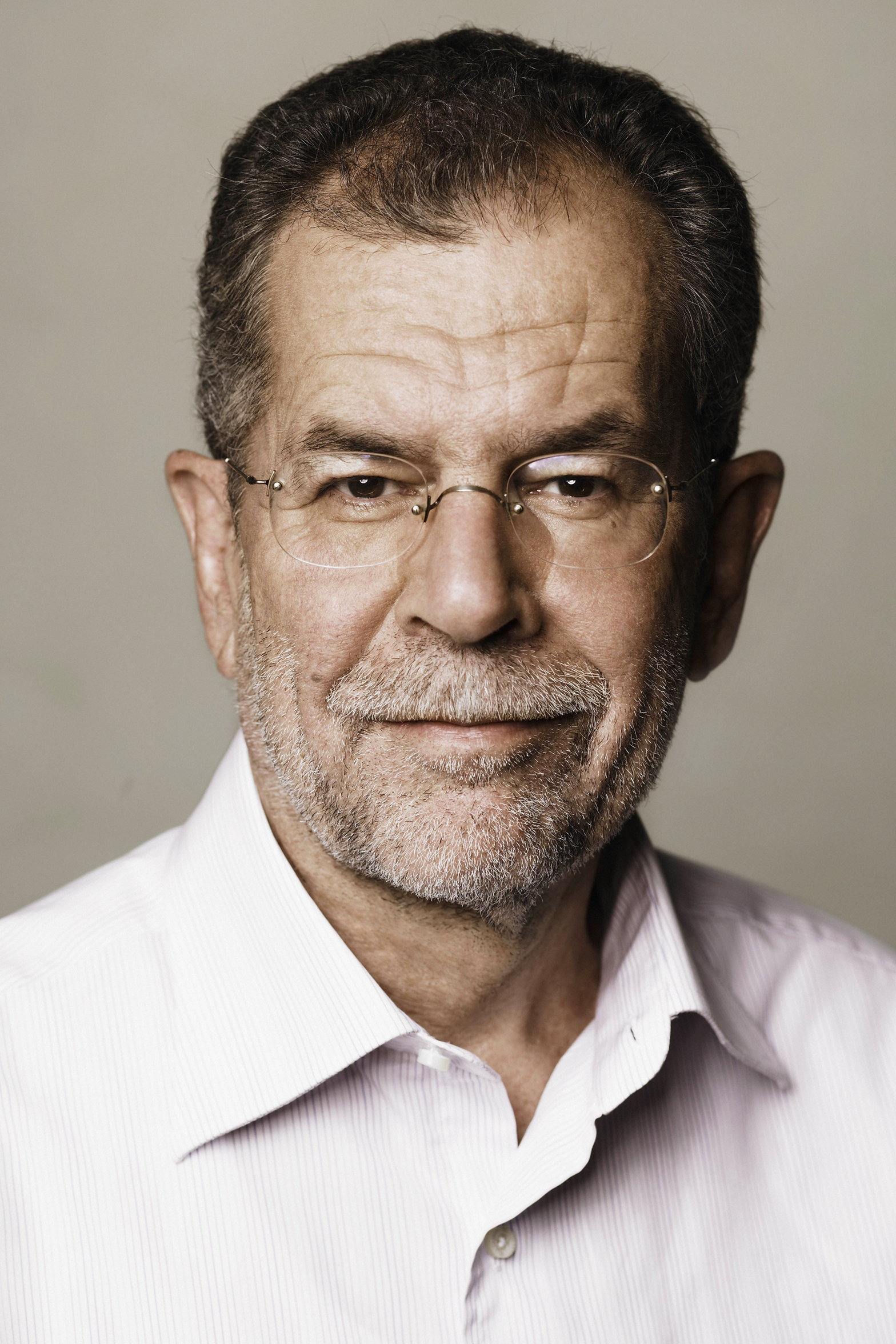
Vorsitzender der Grünen, Alexander Van der Bellen

Die Grünen – Die Grüne Alternative begrüßten die Neuwahlankündigung. Der Parteivorsitzende und Spitzenkandidat Alexander Van der Bellen kündigte an, dass seine Partei nach den Wahlen einer Regierung angehören wolle.
Sicherheitssprecher Peter Pilz sieht als Bedingung für eine Koalition mit der ÖVP die Abkehr von deren „Machtmissbrauch“ wie etwa Postenschacher und die illegale Weitergabe vertraulicher Daten, wie etwa im Fall der Abschiebung von Familie Zogaj.
Als Voraussetzung nannte Van der Bellen ebenso, dass sich die ÖVP ändern müsse. Auch eine Zusammenarbeit mit der SPÖ sei denkbar, jedoch sehen die Grünen im geänderten EU-Kurs der SPÖ ein großes Problem.
Das Wahlkampfbudget soll bis zu drei Millionen Euro betragen haben. Als ein zentrales Wahlkampfthema nennen die Grünen den langfristigen Ausstieg aus Öl und Gas. Dafür sollen öffentliche Verkehrsmittel ausgebaut und stärker subventioniert werden, um die Qualität des Angebots zu verbessern und Studenten eine kostenlose Benützung zu ermöglichen. Zur Eindämmung der Heizkosten soll es eine gesetzliche Sanierungspflicht für Besitzer von Zinshäusern geben, der Umstieg von Ölheizung auf eine umweltfreundliche Heizung soll zu 50 % subventioniert werden. Weiters soll der Mittelstand durch eine Senkung der Lohnsteuer und Reform der Vermögensteuer entlastet werden.
Im Bereich der Bildung soll die Gesamtschule eingeführt und mehr Geld für die Universitäten zur Verfügung gestellt werden. Die Ausbildung von Pädagogen soll vereinheitlicht werden.

### Freiheitliche Partei Österreichs (FPÖ)

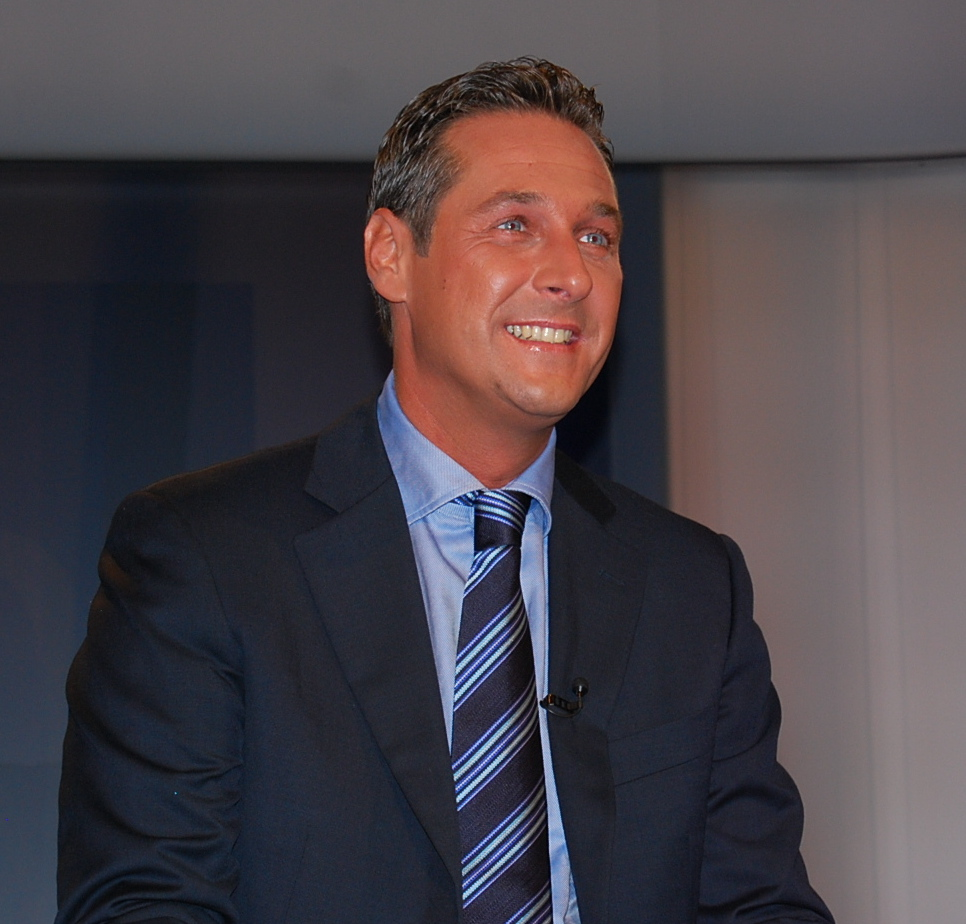
Heinz-Christian Strache, Spitzenkandidat der FPÖ

Der Chef der Freiheitlichen Partei, Heinz-Christian Strache, kritisierte die ÖVP für die Neuwahlankündigung und forderte, die administrativen Kosten für die Neuwahl den Koalitionsparteien aufzubürden.
Strache schloss eine Zusammenarbeit mit der ÖVP unter Wilhelm Molterer sowie mit der SPÖ unter Werner Faymann aus. Strache hoffte vielmehr darauf, dass die Großparteien Stimmen einbüßen. Am 29. Juli 2008 wurde Strache offiziell zum Spitzenkandidaten gewählt.
Die FPÖ wollte laut eigenen Angaben maximal drei Millionen Euro Wahlkampfbudget aufbringen.
Im Bereich der Gesundheits- und Zuwanderungspolitik sollten Drittstaatsangehörige eine eigene Sozialversicherung erhalten. Weiters forderte die FPÖ eine strengere Bestrafung von „Sozialmissbrauch“.
Die FPÖ wollte Österreichs Zahlungen beziehungsweise Nettobeitrag an die Europäische Union verringern und zog, falls sich die Bevölkerung in einer Volksabstimmung gegen die EU aussprechen würde, einen EU-Austritt in Betracht. Im Sozialbereich sollten die Pensionen anhand des so genannten „Pensionistenpreisindex“ erhöht und die „Hacklerregelung“ verlängert werden.

### BZÖ – Liste Jörg Haider (BZÖ)

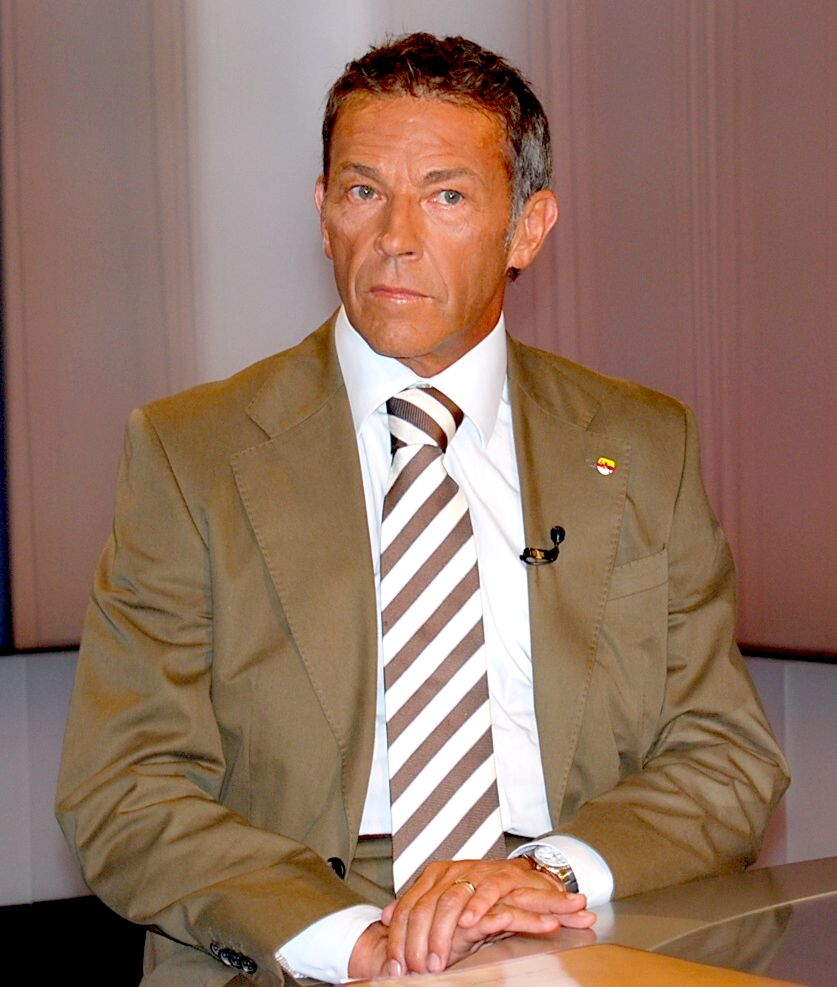
Jörg Haider, Spitzenkandidat des BZÖ

Zunächst beabsichtigte Peter Westenthaler als Spitzenkandidat anzutreten, bis Anfang August wurde jedoch offiziell kein Spitzenkandidat festgelegt.
Der Bundesvorstand der Partei beauftragte Westenthaler mit der Bildung eines Wahlkampfteams bis Ende Juli 2008. Am 29. Juli 2008 verkündete der stellvertretende Bundesparteichef Stefan Petzner, dass Westenthaler nicht antreten werde, nachdem er wegen falscher Zeugenaussage in erster Instanz zu neun Monaten bedingter Haft verurteilt worden war.
Am 14. August 2008 wurde bekannt gegeben, dass Jörg Haider zwar als Spitzenkandidat antreten, jedoch ein etwaiges Nationalratsmandat nicht annehmen werde, sondern weiterhin Landeshauptmann von Kärnten bleiben wolle. Haider sehe nur in der Funktion des Bundeskanzlers eine größere Herausforderung als der des Landeshauptmannes. Der offizielle Listenname wurde daher auf „BZÖ – Liste Jörg Haider“ geändert und am 30. August in Graz auf einem Sonderparteitag bestätigt.
Laut Angabe der Partei sollte rund eine Million Euro in den Wahlkampf fließen, welche aus Ersparnissen hervorgingen.
Ein zentrales Wahlkampfthema war wie bei der Nationalratswahl 2006 die Zuwanderung. Jörg Haider forderte, Asylwerber, die sich einer schweren Straftat schuldig gemacht haben, in einer „Sonderunterbringung“ ständig zu bewachen.
Dies sei bereits bei laufenden Strafverfahren von Asylanten der Fall, ein Ausgang erfolge nur unter Begleitung.
Weiters forderte das BZÖ eine Senkung der Mineralölsteuer für Treibstoffe.
Haider forderte, sogenannte Billig-Tankstellen, die in Kärnten dank seiner Initiative Diesel verbilligt anbieten, in ganz Österreich zu errichten.

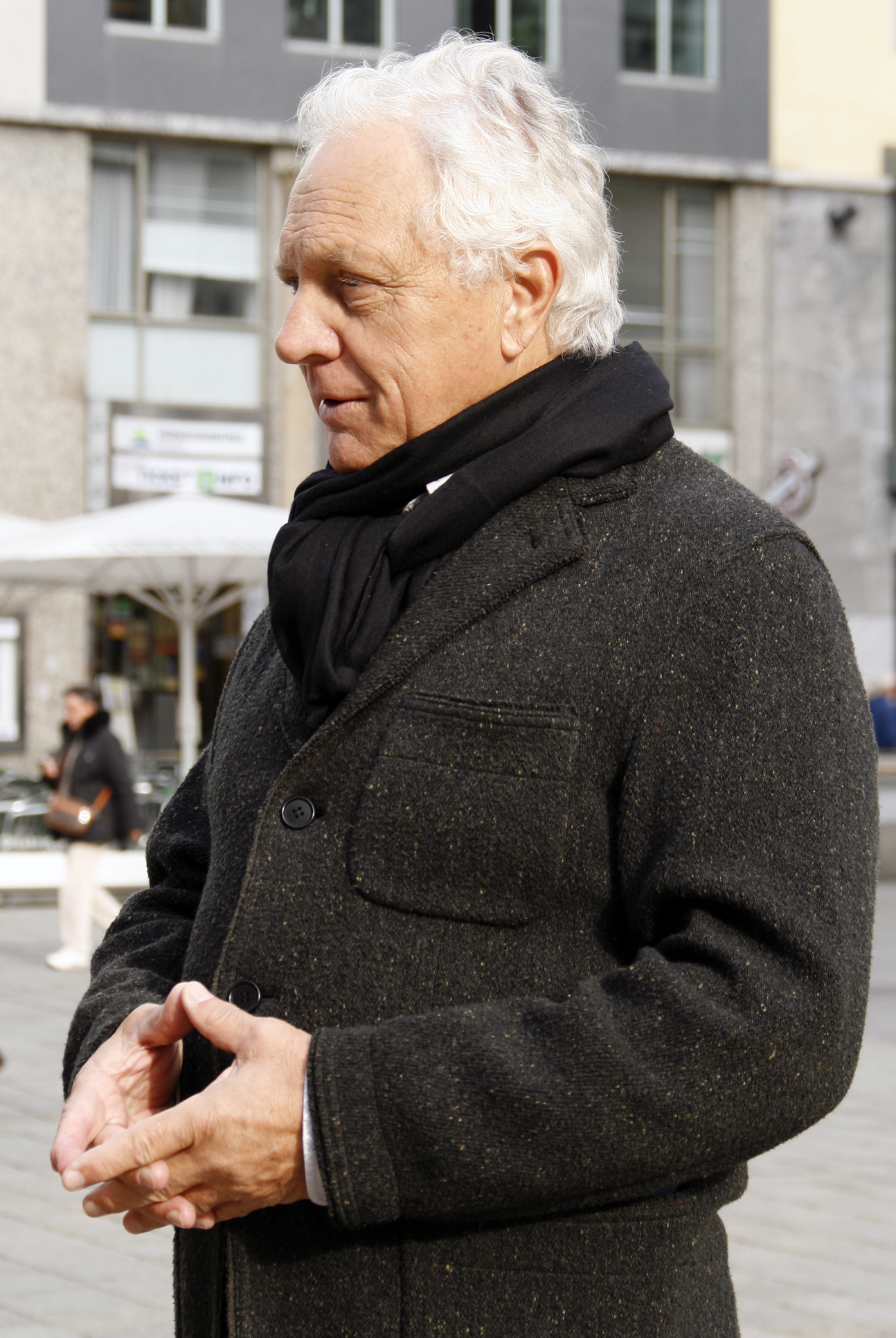
Fritz Dinkhauser, Spitzenkandidat des Bürgerforums Österreich

### Bürgerforum Österreich – Liste Fritz Dinkhauser (FRITZ)
Nach den Erfolgen seines Bürgerforums Tirol bei der Landtagswahl in Tirol entschied sich Parteigründer Fritz Dinkhauser für eine Kandidatur unter dem Namen Bürgerforum Österreich – Liste Fritz Dinkhauser (FRITZ). Zentrale Themen der Partei waren eine „gerechtere Verteilungspolitik“, die durch Wiedereinführung der Vermögensteuer und Senkung des Einstiegssteuersatzes erreicht werden sollte. Unterstützt wurde die Partei von der Plattform Freie Bürgerlisten aus dem Burgenland und vom IG-Milch-Gründer Leo Steinbichler aus Oberösterreich.

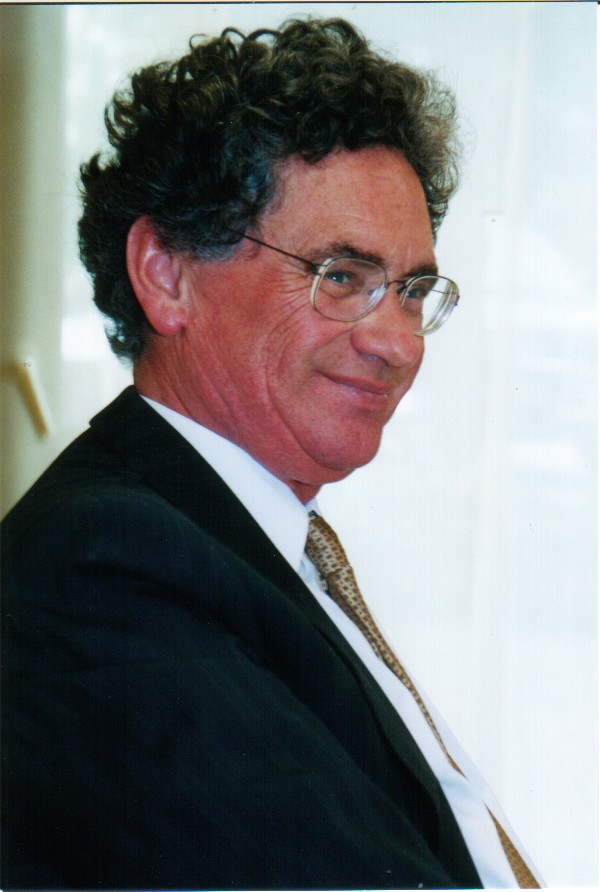
Alfons Adam, Spitzenkandidat der Christenpartei

### Die Christen (DC)
Die Christen traten nach den Landtagswahlen in Niederösterreich und Tirol erstmals bei Nationalratswahlen an. Spitzenkandidat der Partei war der Rechtsanwalt Alfons Adam. Die Christen stellten die Familie in den Mittelpunkt des Parteiprogramms und forderten die Einführung eines „Müttergehalts“ und die Abschaffung der Fristenlösung. Weiters sollte die Familienbeihilfe erhöht und ein freiwilliges Familiensplitting eingeführt werden.

### Kommunistische Partei Österreichs (KPÖ)

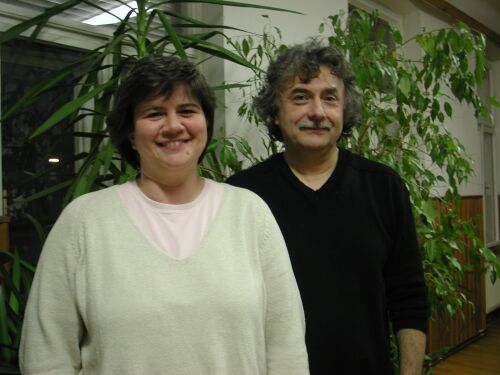
Mirko Messner und Melina Klaus (beide KPÖ)

Die KPÖ trat bei dieser Wahl mit Mirko Messner und Melina Klaus an. In ihrem „Sofortprogramm“ zur Wahl forderten sie die Umverteilung durch Besteuerung von Kapital und Vermögen, eine Vermögenssteuer, eine Wertschöpfungsabgabe und die Abschaffung von Privatstiftungen. Um die Teuerung auszugleichen, wollte die KPÖ Löhne, Gehälter und Pensionen erhöhen, sowie einen gesetzlichen Mindestlohn von zehn Euro pro Stunde und eine Mindestsicherung einführen.
Das erklärte Wahlziel der Partei war laut Ö1-Morgenjournal, der Einzug in den Nationalrat. Als Wahlkampfthema nannte die KPÖ die Anhebung des Spitzensteuersatzes von gegenwärtig (2008) 50 % auf 60 % für Jahreseinkommen über 70.000 Euro, sowie die Wiedereinführung der Vermögens- und Erbschaftssteuer zwecks „Umverteilung von oben nach unten“.

### Liberales Forum (LIF)

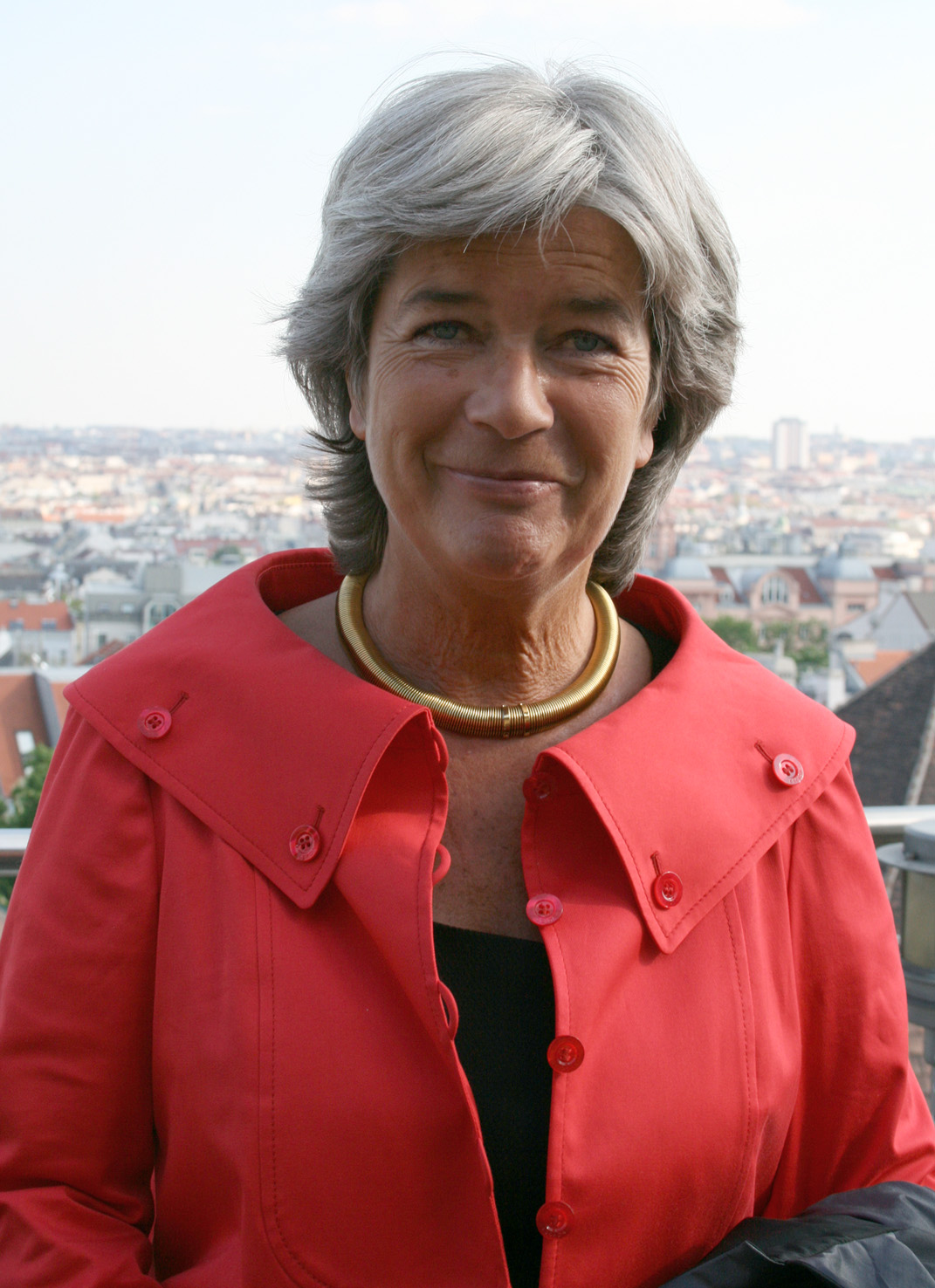
Heide Schmidt, Spitzenkandidatin des LIF

Am 25. Juli wurde verkündet, dass das Liberale Forum mit Heide Schmidt als Spitzenkandidatin in die Wahl gehen wird. Das LIF erreichte die für eine bundesweite Kandidatur nötige Anzahl an Unterstützungserklärungen.
Als Spitzenkandidat in Kärnten trat der Kärntner Slowene Rudolf Vouk an. Das Wahlkampfbudget betrug laut eigenen Angaben 1,5 Millionen Euro.
Als zentrales Thema ihres Wahlkampfes nannten Schmidt und Hans Peter Haselsteiner eine Steuerreform mit einer Grundsicherung, die in der kommenden Legislaturperiode durchgeführt werden sollte. Als Wahlziel wurde von Schmidt der Einzug ins Parlament genannt, um eine Dreierkoalition ohne FPÖ und BZÖ zu ermöglichen.

### Unabhängige Bürgerinitiative Rettet Österreich (RETTÖ)

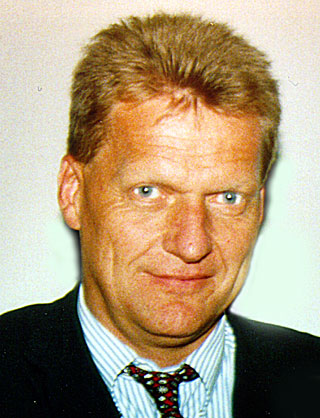
Wilfried Auerbach (RETTÖ)

Die Unabhängige Bürgerinitiative Rettet Österreich (RETTÖ) trat erstmals bei Nationalratswahlen in Österreich an. Zuvor war sie durch die Veranstaltungen von Demonstrationen gegen den Vertrag von Lissabon bekannt geworden. Spitzenkandidat war der Unternehmensberater und ehemalige Olympiateilnehmer Wilfried Auerbach. RETTÖ forderte eine Volksabstimmung zum EU-Reformvertrag, die Beibehaltung des Gentechnik-Verbots und die Beibehaltung der Neutralität.

### Sonstige Parteien
Neben den bundesweit antretenden Parteien kandidierten weiters „die Linke“, die in Salzburg, Wien, Oberösterreich, Tirol und im Burgenland die erforderlichen Unterstützungserklärungen erreichte. Die „Liste Stark“ und die Liste „Dipl.-Ing. Karlheinz Klement“ traten in Kärnten an, die Tierrechtspartei earth-human-animals-nature in Wien.

## Wahlkampf
Zu Beginn des Wahlkampfs wurde zwischen ÖVP und SPÖ ein Stillhalteabkommen getroffen, um sich in den übrigen Parlamentssitzungen nicht zu überstimmen. Gegen Ende Juli präsentierte Wilhelm Molterer mit der Einführung der 13. Familienbeihilfe erstmals eine zentrale Forderung der ÖVP für den Wahlkampf. Innerparteilich stieß die Wahlkampfführung Molterers auf Kritik.
Anfang August trat Peter Westenthaler als BZÖ-Chef zurück, da er zu neun Monaten bedingter Haft aufgrund einer Falschaussage verurteilt wurde. Jörg Haider löste ihn darauf an der Parteispitze ab, ein Spitzenkandidat stand zu dem Zeitpunkt noch nicht fest.
Am 8. August 2008 wurde Werner Faymann mit 98 % zum neuen Vorsitzenden der Sozialdemokraten gewählt. Kurze Zeit später beschloss die Große Koalition ein Pflege-Paket, das am 1. Jänner 2009 in Kraft trat. Es enthielt unter anderem eine Erhöhung des Pflegegelds und eine höhere Forderung der 24-Stunden-Betreuung.
Der Rechnungshof zog Ende August eine kritische Bilanz über die Verhandlungen zum Eurofighter-Vertrag, worauf Norbert Darabos von allen Seiten heftige Kritik einsteckte. Einige Tage später kündigte die SPÖ das Stillhalteabkommen mit der ÖVP auf und veröffentlichte das 5-Punkte-Programm, welches Maßnahmen gegen die Teuerung enthielt.
Mit innerparteilichen Affären der FPÖ und der Grünen wurde Anfang September für mediale Resonanz gesorgt. Während die Grünen einen kurz zuvor aus der Untersuchungshaft entlassenen Tierschützer auf ihrer Bundesliste präsentierten, wurden neue Bilder von Heinz-Christian Strache veröffentlicht, die ihn bei Wehrsportübungen zeigen.
Kurz vor der Wahl sorgte ein Lobbying-Skandal rund um den damaligen LIF-Chef Alexander Zach für Aufregung. Dieser trat wegen des Drucks seiner Partei zurück, Heide Schmidt übernahm den Parteivorsitz.
In einer Nationalratssitzung am 24. September 2008 wurden vier der fünf Punkte aus dem 5-Punkte-Programm der SPÖ verabschiedet. Einzig die geforderte Halbierung der Umsatzsteuer konnte nicht beschlossen werden.

### Kampagnen

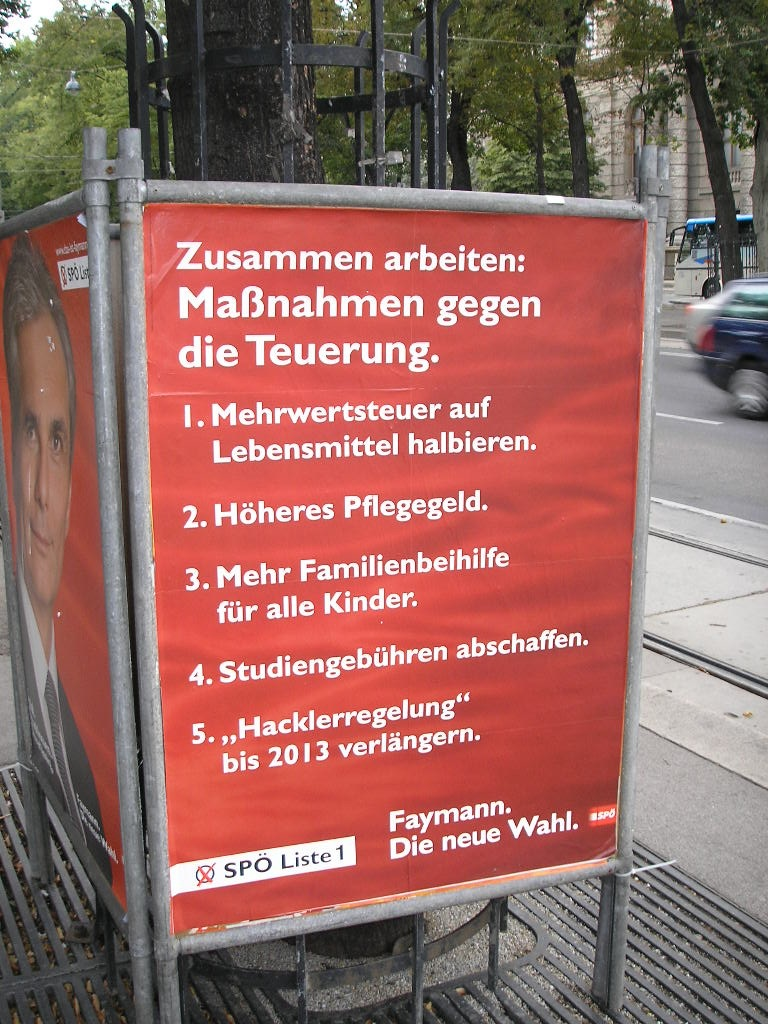
Wahlkampfplakat der SPÖ

#### Konzepte
Die SPÖ wendete im Wahlkampf ein Triangel-Konzept an, das aus den Bereichen Stilwende, Rasch in der Krise helfen und Der Mensch zuerst bestand und konnte so die erwarteten Verluste gegenüber den rechten Parteien FPÖ und BZÖ klein halten. Nach Meinung des Politikexperten Thomas Hofer lässt sich dadurch eine Parallele zu Bill Clintons Wahlkampf 1992 ziehen, der durch die drei Aussagen Change, Rebuild economy und People first geprägt war.
Ähnlich wie die Sozialdemokraten tat es die ÖVP, deren zentrale Themen Stilwende, Sicherheit und Stabilität und Budgetdisziplin waren. Die Oppositionsparteien Grüne, FPÖ und BZÖ waren hauptsächlich darauf konzentriert, eine Wahl gegen eine erneute Große Koalition anzuregen.
Nach der Entscheidung Jörg Haiders, das BZÖ in die Wahl zu führen, gab sich die Partei zunehmend als staatsmännisch und kampagnisierte wesentlich positiver als FPÖ und Grüne. Anfänglich wollte Haider Ewald Stadler als Spitzenkandidat präsentieren, wofür bereits Fotoserien abgelichtet worden waren, dies stieß jedoch auf innerparteilichen Widerstand.

#### „Es reicht!“
Mit dem Ausspruch Wilhelm Molterers „Es reicht!“ wurde die Anfangsphase des Wahlkampfes eingeleitet. Damit wollte die ÖVP die Gefühlslage der Wähler genau treffen. Zu dem Zeitpunkt stand die Volkspartei in den Umfragen bis zu fünf Prozentpunkten vor der SPÖ. Die ÖVP verwendete darauf den Ausspruch Molterers auch als Werbeslogan. Der Wahlkampf der Volkspartei verlief weitgehend uneinheitlich; die Wahlkampfstrategen wollten sowohl auf Molterer als Person, als auch auf zentrale Aussagen bauen.
Werner Faymann und Alfred Gusenbauer zogen sich für einige Zeit aus der Öffentlichkeit zurück. Während Alfred Gusenbauer aus wahlstrategischen Gründen medial zurückgehalten wurde, musste Faymann seine Partei neu formieren und positionieren.

#### Wahlkampfstil
Der Großteil des Wahlkampfs wurde über die Medien zwischen den Spitzenkandidaten ausgetragen, die direkte Ansprache an den Wähler kam kaum vor. Für die Kampagnenführung wurden von den Parteien außerdem keine Wahlkampfberater mehr aus dem Ausland engagiert, womit die Wahlkampfleiter selbst dafür zuständig waren.
Im Vergleich zur letzten Wahl setzte die SPÖ nach außen hin nicht mehr auf „Negative Campaigning“, um einen neuen Stil zu signalisieren. Sie konnte durch die Auslagerung des negativen Wahlkampf an die Kronen Zeitung, deren damaliger Herausgeber Hans Dichand mit Faymann eng befreundet war, sich ganz auf einen Personenwahlkampf konzentrieren. Die ÖVP hingegen war diesmal stärker darauf fokussiert, die Kampagne gegen die SPÖ deutlich negativer zu führen.

### Themen

Veränderung des Verbraucher-Preis-Index von 2000 bis 2008

Der Wahlkampf wurde von allen Parteien ausgehend hauptsächlich durch Inflation und Teuerung bestimmt. Laut Wirtschaftskammer Österreich waren die Verbraucherpreise 2008 um 3,5 % gestiegen.
Während die ÖVP weitgehend auf Budgetdisziplin achtete, präsentierte die SPÖ ein Fünf-Punkte-Programm als Maßnahme gegen die Auswirkungen der Teuerung. Dieses enthielt die Halbierung der Umsatzsteuer, die Erhöhung der Familienbeihilfe, die Verlängerung der Hacklerregelung, die Abschaffung der Studiengebühren und die Erhöhung des Pflegegelds. Das Programm wurde in einer Sondersitzung des Nationalrats kurz vor der Wahl eingebracht.
Nebenbei führten das BZÖ mit Jörg Haider und die FPÖ mit Heinz-Christian Strache als Rechtsparteien einen „Ausländerwahlkampf“. Auf ein besonders großes mediales Echo stieß die Forderung des BZÖ, Elektronische Fußfessel für kriminelle Asylwerber einzuführen.
Medial großteils unbeachtet setzten die Grünen im Wahlkampf auf Themen wie die Einführung alternativer Energieformen, Reichenbesteuerung, Bildungsreform, Frauengleichstellung und Menschenrechte.

### Rolle der Kronen Zeitung
Seitdem Werner Faymann über einen Leserbrief an die Kronen Zeitung die SPÖ-Positionen zur Europäischen Union veröffentlichte, ist dessen Verhältnis zu Herausgeber Hans Dichand sehr umstritten gewesen. Die Kronen Zeitung gilt als eine der einflussreichsten Zeitungen in Österreich, was in der Meinungsforschung zu einer Debatte über die Rolle im Wahlkampf 2008 führte. Auffällig im Wahlkampf war die teils stark negative Berichterstattung der Kronen Zeitung über die ÖVP, während vermehrt positive Meldungen über die SPÖ kamen.
Das Fessel-GfK-Institut führte im Sommer 2008 eine Umfrage durch, welche ergab, dass rund 17 % der Leser der Kronen Zeitung Exklusiv-Leser sind. Außerdem konnte festgestellt werden, dass rund 36 % der Leser der Kronen Zeitung SPÖ, etwa 26 % die FPÖ, 17 % die ÖVP, 12 % das BZÖ und knapp 1 % die Grünen wählten.

## Wahlprogramme
Die im Parlament vertretenen Parteien veröffentlichten zum Wahlkampf ihre eigenen Programme. Die wichtigsten Aussagen in Kernthemen im Überblick.

### Arbeit und Soziales
- SPÖ: Bekämpfung von Diskriminierung am Arbeitsmarkt; Anstrebung der Vollbeschäftigung in Österreich durch Förderung der Forschung sowie Integration von Langzeitarbeitslosen; Einführung der bedarfsorientierten Mindestsicherung.
- ÖVP: Förderung der Arbeitsplätze im Bereich Tourismus; Reform der Lohnsteuer 2010 ohne Gegenfinanzierung durch Erhöhung von Steuern; Verlängerung der „Hacklerregelung“ bis 2013; Investitionen in die Forschung.
- GRÜNE: Einführung der Grundsicherung; Versicherungsschutz für alle Arbeitsverhältnisse; Senkung der Normal- und Höchstarbeitszeiten; Senkung der Lohnsteuer.
- FPÖ: Vorantreibung der Umschulungs- und Weiterbildungsmaßnahmen des Arbeitsmarktservice; Nichtbesteuerung der Überstunden; steuerliche Absetzbarkeit der haushaltsnahen Dienstleistungen; Senkung der Lohnsteuer.
- BZÖ: Praxisorientierte Umschulung; Arbeitsplatzprämie für Ein-Personen-Unternehmen; Erhöhung eines gesetzlichen Mindestlohns auf 1000 € netto; Einführung des „Müttergehalts“.

### Budget und Finanzen
- SPÖ: Einführung der Vermögenszuwachssteuer; Entlastung der mittleren und niedrigeren Einkommen durch Vorziehung der geplanten Steuerreform auf 2009.
- ÖVP: Finanzierung der Steuerreform durch Staats- und Verwaltungsreform; Verhinderung der Wiedereinführung der Erbschafts- und Schenkungssteuer; Steuerbegünstigungen für Unternehmer.
- GRÜNE: Erhöhung der Vermögenssteuern; Einführung der Vermögenszuwachssteuer und Umverteilung durch Erhöhung der Negativsteuer.
- FPÖ: Senkung der Mehrwertsteuer auf Grundnahrungsmittel und Medikamente; Anpassung der Körperschaftssteuer an den Humanaufwand des Unternehmens; Abschaffung von Bagatellsteuern (wie Bodenwertabgabe, Kreditgebühren, Schaumweinsteuer, Feuerschutzsteuer und Werbesteuer).
- BZÖ: Senkung der Steuern auf Grundnahrungsmittel, Medikamente und Mieten; Preiskontrolle für Treibstoffe; Senkung der Mineralölsteuer und der Heizölsteuer.

### Gesundheit und Pflege
- SPÖ: Verhinderung der Entwicklung zur Zwei-Klassen-Medizin; Verbesserung der Ausbildung im Gesundheitsbereich; stärkere Finanzierung der Krankenkassen; zweckorientiertes Pflegegeld und bedarfsorientierte Pflegeangebote; Erhöhung des Pflegegelds.
- ÖVP: Förderung der Betreuungskräfte; Erhöhung des Pflegegelds; Ausbau der Hospizversorgung; Abschaffung der Vermögensgrenzen.
- GRÜNE: Erhöhung des Pflegegelds; Einklagbares Recht auf Pflege und Betreuung.
- FPÖ: Inflationsabgeltung des Pflegegelds; Kostenübernahme des Staates bei Pflege von kinderlosen Personen.
- BZÖ: Umschulungen der Pflegekräfte; Reduktion der illegalen ausländischen Pflegekräfte; Erhöhung des Pflegegelds um zehn Prozent; Strukturreform des Gesundheitssystems; Zusammenlegung der 20 Sozialversicherungen.

### Wirtschaft und Geld
- SPÖ: Staat als Träger aktiver Wirtschaftspolitik; Schaffung einer staatlichen Gründungs- und Auffangsholding; Stärkung der Infrastruktur.
- ÖVP: Ausbau der ökosozialen Marktwirtschaft; Absicherung des Wirtschaftswachstums durch Budgetdisziplin; Einführung einer europaweiten Steuer für besonders spekulative Anlagen; Vorantreibung der Privatisierungen.
- GRÜNE: Förderung der Ökoindustrie; Förderung der Frauen im Bereich Wirtschaft; Einführung einer Spekulationssteuer.
- FPÖ: Abschaffung der Mindestkörperschaftssteuer; Förderung der Landwirtschaft.
- BZÖ: Einführung einer Spekulationssteuer; Konjunkturprogramm zur Förderung mittelständischer Unternehmen; Gleichstellung aller Unternehmen bei Besteuerung.

### Äußeres und Europa
- SPÖ: Bekennung zur Neutralität Österreichs; Anstreben einer Mitgliedschaft im UNO-Sicherheitsrat; Ausbau der zivilen Auslandseinsatzkapazitäten; Stärkung der Arbeiter- und Arbeitnehmerrechte, Ausbau der Infrastruktur und verstärkte Förderung der Forschung auf Europaebene; Volksabstimmung bei künftigen Änderungen im EU-Vertrag.
- ÖVP: Bekenntnis zur Europäischen Union; Beitritt Kroatiens zur Europäischen Union.
- GRÜNE: Volksbefragung zu Änderungen im EU-Vertrag; Einführung sozialer Mindeststandards auf Europaebene; militärische Einsätze nur auf Basis des Völkerrechts, Austritt aus dem EURATOM-Vertrag.
- FPÖ: Bekennung zur Neutralität; Ablehnung des EU-Reformvertrags und des EU-Beitritts der Türkei; Volksabstimmung über Änderungen im EU-Vertrag und Türkei-Beitritt; Inbetrachtnahme eines Austritts aus der EU; Verringerung der Nettozahlungen an die EU.
- BZÖ: Finanzielle Stärkung des Bundesheers; Volksabstimmung über EU-Vertrag und Türkei-Beitritt zur EU; Engagement gegen Atomkraftwerke und Gentechnik in Europa.

### Bleiberecht und Integration
- SPÖ: Bekenntnis zu den europäischen Grundwerten als Zuwanderungskriterium; Abschiebung illegaler Zuwanderer; Zugang zum Arbeitsmarkt für Zuwanderer; Sprachförderung Integrationsbedürftiger.
- ÖVP: Ausweisung von Hasspredigern und Straffälligen; raschere Asylverfahren; Konsequente Verfahren bei Asylmissbrauch; verpflichtende Deutschkurse bei Zuwanderung aus Drittstaaten.
- GRÜNE: Ausbau der Sprachkurse für Zuwanderer; Achtung der Flüchtlingskonventionen; raschere Asylverfahren.
- FPÖ: Bekämpfung von Asyl- und Sozialmissbrauch durch Ausweisung straffälliger Zuwanderer; Auslieferung ins Heimatland und lebenslanges Einreiseverbot für straffällige Zuwanderer; Differenzierung im Sozialsystem.
- BZÖ: Abschiebung ausländischer Straftäter; Einführung einer Green Card nach kanadischem Vorbild; Bauverbot von Moscheen und Minaretten; Verbot der Ganzkörperverschleierung.

### Energie und Umwelt
- SPÖ: Einsatz für eine Umweltorganisation der Vereinten Nationen; Sicherstellung natürlicher Ressourcen; effiziente Wärmedämmung; Verwendung alternativer Energie; Ablehnung der Kernenergie.
- ÖVP: Einsatz für erneuerbare Energie im landwirtschaftlichen Bereich; Einführung eines Österreichtickets für den öffentlichen Verkehr.
- GRÜNE: Ausbau alternativer Energieformen; Stärkung der Abfallvermeidung; Verkehrsbeschränkungen für feinstaubbelastete Ballungsräume; ökologischer Hochwasserschutz; Einbindung von Bürgerinitiativen und Nichtregierungsorganisationen; Erhöhung der Mineralölsteuer.
- FPÖ: Einsatz erneuerbarer Energie; Ausbau von Sonnen-, Wasser-, Wind- und Bioenergieanlagen.
- BZÖ: In der Verfassung verankertes Klimaschutzgesetz; Ausbau von Wasserkraft und Biomasse; Förderung des öffentlichen Nahverkehrs.

## Berichterstattung

### Fernsehen

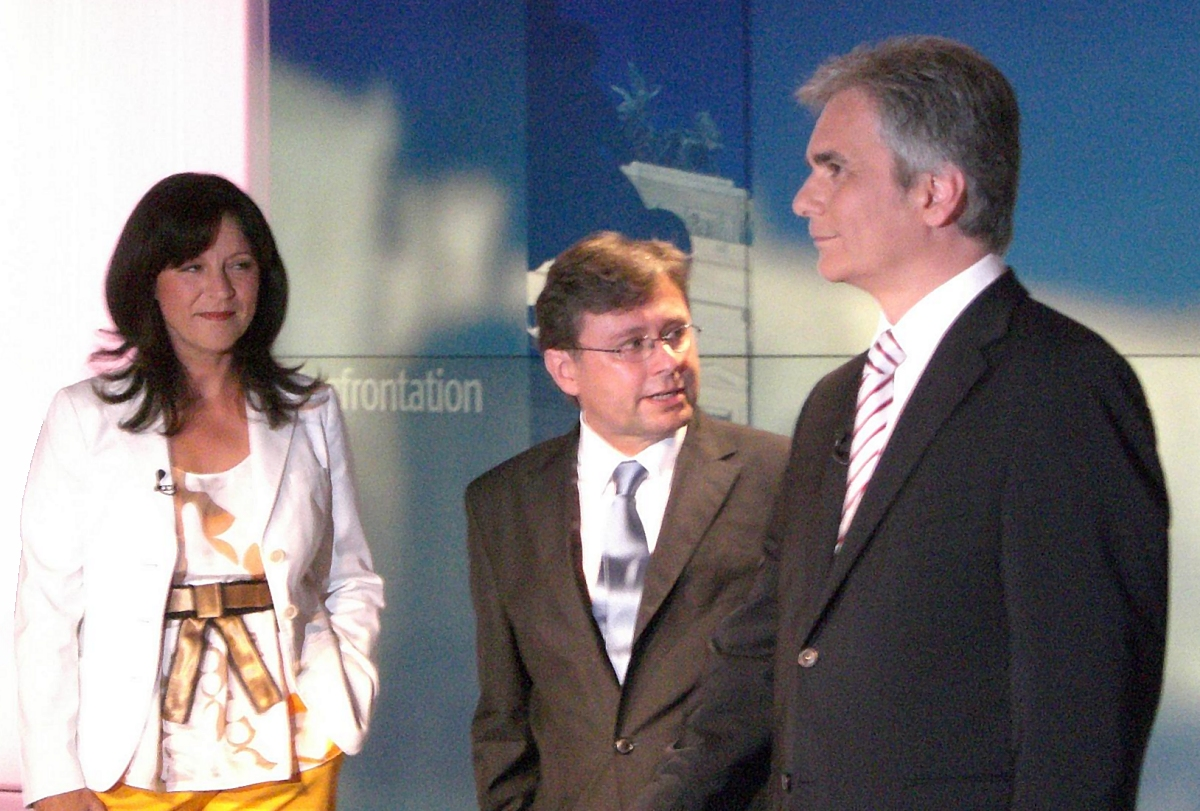
Werner Faymann mit ORF-Generalintendant Alexander Wrabetz und Ingrid Thurnher vor einer Fernsehkonfrontation

Die Wahl-Berichterstattung des Österreichischen Rundfunks begann am 22. August 2008 mit einer Fernseh-Konfrontation zwischen Heinz-Christian Strache (FPÖ) und Jörg Haider (BZÖ).
Dies war die erste von zehn Diskussionssendungen, in denen sich die Spitzenkandidaten zweier im Parlament vertretener Parteien gegenübersaßen. Die Fragen stellte Moderatorin Ingrid Thurnher. Die Konfrontationen zur Wahl 2008 erzielten eine höhere Reichweite als jene zur Nationalratswahl 2006.
Am 8. September 2008 veröffentlichte die Tageszeitung Salzburger Nachrichten eine Analyse der ersten fünf TV-Duelle. Dieser zufolge habe Jörg Haider die erste Diskussion gegen Heinz-Christian Strache knapp für sich entschieden. Entscheidend sei dabei Haiders Betonung seiner Arbeit als Landeshauptmann von Kärnten gewesen.
In der zweiten Auseinandersetzung zwischen Werner Faymann und Alexander Van der Bellen habe es Überraschungen geben, so sei Faymann in die Rolle des Oppositionellen geschlüpft, während sich Van der Bellen staatstragend präsentiert habe. Die dritte Konfrontation habe neue Seiten der Spitzenkandidaten Jörg Haider und Wilhelm Molterer aufgezeigt. Während Jörg Haider als gütiger Landesvater aufgetreten sei, habe der ÖVP-Chef sich eher passiv verhalten. Molterer habe sich im darauf folgenden Duell gegen Strache wesentlich angriffslustiger gegeben. Der Spitzenkandidat der FPÖ habe ihm wenig entgegenzusetzen gehabt. Ohne nennenswerte Höhepunkte verlief die Diskussion zwischen Jörg Haider und Alexander Van der Bellen. Beide waren die meiste Zeit bemüht, sich voneinander abzugrenzen, weil in völlig konträren Wählerpools gefischt würde.
Der ORF verzichtete diesmal darauf, Vertreter der nicht im Parlament vertretenen Parteien zum letzten Fernsehduell einzuladen. Stattdessen sendete er eine Woche vor der Wahl eine Spezialausgabe des Diskussionsformates „Im Zentrum“, in der Vertreter des Liberalen Forums, der Liste Fritz Dinkhauser, der Christenpartei, der KPÖ und der Unabhängigen Bürgerinitiative Rettet Österreich zu Gast waren. Neben den Fernsehkonfrontationen zeigte der ORF auf Erstwähler ausgerichtete Fragerunden mit dem Namen „Wahl 2008 – Ihre Frage“. Für jede Ausgabe wurden Schulklassen der zehnten und elften Schulstufe eingeladen, und die jeweiligen Spitzenkandidaten befragt.
Die privaten Fernsehsender ATV und Puls 4 berichteten ebenfalls über die Nationalratswahl. Nach dem Vorbild der Fernsehdiskussionen im Wahlkampf zur Präsidentschaftswahl in den USA 2008 startete ATV den Aufruf, selbst erstellte Videos mit eigenen Fragen an die Spitzenkandidaten der im Parlament vertretenen Parteien auf der Internet-Videoplattform YouTube hochzuladen. Diese wurden in ATV – Meine Wahl am 21. September 2008 von einer Elefantenrunde von Spitzenkandidaten, mit Ausnahme von Werner Faymann, beantwortet. Puls 4 zeigte Spezialfolgen der Sendung talk of town mit den Listenersten der antretenden Parteien. Am 17. September fand Die Wahl-Arena auf Puls 4 statt, bei der die Spitzenkandidaten der ÖVP, der Grünen, der FPÖ, des BZÖ und des LIF zu Gast waren.

### Hörfunk
Von 1. bis 5. September waren die Spitzenkandidaten aller im Nationalrat vertretenen Parteien bei Ö3 zu Gast. Die Zuhörer konnten diese zu ihren Wahlkampfthemen befragen. Außerdem sendete FM4 am 6. September eine Spezialausgabe von Reality Check, bei der die Leiterin des SORA-Forschungsbereichs, Eva Zeglovits, der Journalist Herbert Lackner und der Politikberater Thomas Hofer über Wahlversprechen, die Unentschlossenheit vieler Wähler und Wahlstrategien diskutierten. Ähnlich wie bei Ö3 waren auch bei FM4 die Spitzenkandidaten bei FM4 Connected zu Gast.
Der Privatsender Radio 88.6 lud alle Kandidaten in der Woche vor der Wahl zu einem einstündigen Gespräch ein. Jeden Tag war ein Kandidat zwischen acht und neun Uhr in der Sendung zu Gast. Werner Faymann sagte das Gespräch wegen Terminproblemen ab.

## Umfragen

### Verlauf ohne Kleinparteien
Die zwischen 21. Juni und 16. August 2008 erhobenen Umfragen zeigten starke Differenzen in den prognostizierten Stimmanteilen der Parteien. Bei den Befragungen belegte die ÖVP durchwegs den ersten Platz, nur zwei Umfragen sahen ÖVP und SPÖ gleichauf. Der ÖVP wurde nach dem 7. Juli 2008 ein Ergebnis zwischen 28 % und 35 % prognostiziert, die SPÖ lag zwischen 25 % und 33 %. Die FPÖ stand klar an dritter Position, wobei die Ergebnisse der Meinungsforscher zwischen 16 % und 22 % schwankten. Die Grünen, bei der Wahl 2006 noch drittstärkste Fraktion, lagen auf dem vierten Platz, wobei der Abstand zur FPÖ mehrere Prozent betrug. Die Meinungsforscher sahen die Grünen seit dem 8. Juli bei 11 % bis 16 %. Das BZÖ lag zumeist über der für den Einzug relevanten 4 %-Hürde, wobei die Bandbreite zwischen 2 % und 6 % lag.

### Verlauf mit Kleinparteien
Das Antreten der Kleinparteien hatte große Auswirkungen auf die Umfragen. Eine von der Tageszeitung Österreich in Auftrag gegebene Umfrage sah neben den Großparteien überdies Chancen für den bei der letzten Nationalratswahl angetretenen EU-Parlamentsabgeordneten Hans-Peter Martin und die Liste des Schauspielers Karlheinz Hackl. Während Martin nicht antrat, scheiterte Hackl beim Versuch, die notwendige Zahl an Unterstützungserklärungen zu erhalten.
Die im späteren Wahlkampf durchgeführten Umfragen zeigten zumindest für die beiden Großparteien keine klaren Ergebnisse. Die Umfrageergebnisse der SPÖ schwankten zu Beginn zwischen 21 % und 28 % und pendelten sich später zwischen 28 % und 32 % ein. Für die Volkspartei war der durch die Umfragen gegebene Rahmen mit Stimmanteilen zwischen 23 % und 31 % ebenfalls sehr groß. Nachdem die ÖVP die Führung in den Umfragen an die SPÖ abgegeben hatte, zeigten die Meinungsforscher bis auf eine Ausnahme Ergebnisse bei rund 25 % bis 27 %. Die Grünen hingegen stagnierten bei 11 % bis 15 %. Einen großen Stimmenzuwachs durfte sich nach Befragungen die FPÖ erwarten. Die Institute rechneten mit 15 % bis 20 %. Das BZÖ schien seinen Stimmanteil verdoppeln zu können: lag das Bündnis in der Anfangsphase des Wahlkampfs an der 4 %-Hürde, so schaffte es in den Umfragen auf bis zu 10 %. Der Einzug für die Kleinparteien wie FRITZ oder LIF schien schwer möglich. Während der Tiroler Dinkhauser von 7 % bis auf 1 % zurückfiel, blieben die Werte des Liberalen Forums in den meisten Umfragen bei 4 %.

## Mediale Rezeption des Ergebnisses

### Internationale Presse
Auf das Ergebnis der Nationalratswahl reagierten sowohl die nationalen als auch die internationalen Medien überrascht, speziell das Abschneiden des BZÖ schien aufgrund der deutlich niedrigeren Umfragewerte unerwartet. Es wurde jedoch an den Wahlerfolg Jörg Haiders bei der Nationalratswahl 1999 erinnert. Hervorgehoben wurden Strache und Haider als Wahlsieger und, dass das dritte Lager gesamtheitlich gesehen auf dem zweiten Platz zu finden wäre. International renommierte Zeitungen deuteten das Ergebnis einhellig als Rechtsruck und benannten die in Österreich durchwegs „rechtspopulistisch“ bezeichneten Parteien häufig als „extreme Rechte“. Vor allem in deutschen Medien wurde auch die Position und das Verhalten der Großparteien und der Kronen Zeitung heftig kritisiert. Folgende Pressestimmen sollen einen Querschnitt durch die internationalen Reaktionen auf das Wahlergebnis geben:
Vorherrschender Tenor der internationalen Berichterstattung war die Betonung, dass eine extreme Rechte, ausländerfeindliche und antieuropäische Politik erstarkt sei:

“Far-Right, Anti-Immigrant Parties Make Gains in Austrian Elections.”

„Rechtsextreme, ausländerfeindliche Parteien verzeichnen Gewinne bei den österreichischen Wahlen.“

„Österreich wurde von einem politischen Erdbeben erschüttert, als die neo-faschistische Rechte erstmals gemeinsam als stärkste politische Kraft des Landes aus einer Parlamentswahl hervorging.“

„Die extreme Rechte hat in Österreich ein großes Comeback gefeiert. […] Die österreichischen Wähler dürften beide Parteien (die ÖVP und die SPÖ) für ihre Unfähigkeit bestraft haben, zusammen zu regieren.“

„Die 30 Prozent für die Rechtsaußen-Parteien, die mit ausländerfeindlichen und Anti-EU-Positionen auf Stimmenfang gingen, sind ein atemberaubender Schlag für das politische Establishment Österreichs.“

„Antieuropäische und populistische Welle bei der österreichischen Wahl. […] Es ist ein massives antieuropäisches Parlament, das Sonntag aus den Urnen hervorgegangen ist.“

„Starker Aufschwung der extremen Rechten in Österreich. […] Es wird sehr schwierig sein, knapp ein Drittel der Wähler zu ignorieren.“

«La extrema derecha resurge en Austria.»

„Die extreme Rechte in Österreich erstarkt wieder.“

„Die Österreicher haben beschlossen, den rechten Nationalisten den roten Teppich auszurollen.“

„Der Albtraum kehrt zurück. In Österreich räumt die radikale und türkenfeindliche Rechte ab. […] Dass in Österreich, das sich seit dem Zweiten Weltkrieg bisher vom Rassismus distanziert hatte, zwei rechtsradikale Parteien so viele Stimmen holten, hat die ganze Weltpresse überrascht.“

Als Ursachen für das Erstarken der extremen Rechten wurde vor allem das Scheitern der SPÖ und ÖVP genannt, die keine brauchbaren politischen Alternativen anzubieten hätten, sich in die als erfolglos herausgestellte Anpassung an die rechtspopulistischen Parteien geflüchtet hätten und unwillens seien, sich unangenehmen Themen zu stellen:

„Was, ins Grundsätzliche gewendet, ist los mit den Österreichern? Die Frage werden jetzt vor allem die Partner Wiens in der Europäischen Union stellen. Schließlich kommen die drei Parteien, die mit harter bis haarsträubender Agitation und/oder mit unschuldig daherkommender Polemik gegen die EU warben, auf zusammen knapp sechzig Prozent der Stimmen. Die Saat, welche eine Zeitung seit Jahren aus uneinsichtigen Gründen auswirft, trägt offenbar reiche Früchte. Es wird noch der Tag kommen, da die SPÖ-Führung es bereuen wird, dass sie sich den Betreibern dieser weniger euro-skeptischen als anti-europäischen Kampagne unterworfen hat.“

„Eine triumphierende extreme Rechte, eine für ihren streitsüchtigen Stil vom Wähler abgestrafte Koalition der Etablierten: Das ist das enttäuschende Ergebnis des Wiener Wahlsonntags. Das österreichische Beispiel lehrt, dass es kontraproduktiv sein kann, zu versuchen, rechtspopulistische Parteien mit den eigenen Waffen zu schlagen.“

„Das Ergebnis ist auch eine Niederlage für das nationale politische System. Es gelingt in unserem Nachbarland einfach nicht, seriöse politische Alternativen zu den beiden gar nicht mehr so großen Volksparteien aufzubauen.“

„Nach der Parlamentswahl beweist Österreich, dass in europäischen Ländern die extreme nationalistische Rechte gestärkt wird, wenn die politische Mitte ihre Logik akzeptiert und ihre Argumente nicht genügend verurteilt.“

„Das Ergebnis der österreichischen Wahlen ist eine Warnung an jene Politiker, die sich nicht mit unangenehmen Themen beschäftigen wollen. Wie irrational der Widerwille gegen die Einwanderung und gegen Brüssel auch sein mag, diese Themen zu ignorieren, hat nur den Extremisten Auftrieb gegeben.“

„Die 6,3 Millionen Österreicher, die zu den Urnen gerufen waren, haben zu einem großen Teil die populistischen und intoleranten Slogans einer extremen Rechten bevorzugt, die bei der Wahlkampagne auf die Ängste der normalen Bürger in einem Land gesetzt hat, das traditionsgemäß stark an seine alpinen Traditionen gebunden ist und Angst vor Änderungen hat.“

„Es ist erschütternd: Fast jeder dritte Österreicher hat gestern rechtsradikal gewählt. Klar, dass da auch abstruse Fragen gestellt werden: Tickt der Homo Austriacus womöglich anders als der Durchschnittseuropäer? Plakativ sind solche Zuweisungen auf jeden Fall – die Realität treffen sie natürlich nicht.“

Die Frage, ob FPÖ und BZÖ als „rechtspopulistisch“ oder „rechtsextrem“ anzusehen seien, wurde vereinzelt ebenso thematisiert:

„Der Blick der gesamten Welt richtete sich am Sonntag auf Österreich, als klar wurde, dass die großen Gewinner jene Parteien waren, die als rechtsextrem angesehen werden. […] Während die westliche Welt diese beiden Parteien als rechtsextrem einstufen könnte, sehen die Österreicher selbst sie nicht unbedingt als radikal an.“

Als Folgen des Wahlergebnisses für die Großparteien und die Regierungsbildung wurden schwierige Verhandlungen sowie die Schwierigkeit, die Rechtsparteien nicht zu beteiligen genannt, und eine Neuauflage der großen Koalition als wahrscheinlich betrachtet:

„Die Wählerinnen und Wähler sind berechenbarer als die Politiker. Sie haben den beiden grossen Parteien SPÖ und ÖVP jene Quittung verpasst, die diese mehr als verdient haben. Man kann erahnen, wie schwierig es sein wird, aus diesem Schlamassel wieder eine handlungsfähige Regierung zu bilden.“

„Die Wiederauflage einer Großen Koalition ist wohl eine der wahrscheinlichsten Hypothesen, nachdem die Stimmen ausgezählt sind.“

„Die Österreicher haben ihre Unzufriedenheit geäußert und eine Koalition nahezu unmöglich gemacht.“

„Das Ergebnis scheint einen antieuropäischen Boom in Österreich widerzuspiegeln. Sozialdemokraten und Konservative müssen nun ihre Führungsspitze und Parteistrategie neu überdenken.“

### Verhalten der Jungwählerschaft
Als besonders auffällig galt das Wahlverhalten der Jungwähler. Während die Grünen bei der Wahl 1999 besonders gute Ergebnisse bei jungen Leuten erzielte, waren dieses Mal die beiden rechten Parteien, FPÖ und BZÖ, in der Wählergruppe beliebt. Im Auftrag des Magazins profil führte GfK Austria eine Nachwahl-Befragung bei Erstwählern und 18- bis 19-jährigen Wählern durch. Bei den 16- bis 29-Jährigen konnte die FPÖ 44 % erreichen, Zweitplatzierter wurde in dieser Gruppe die ÖVP mit 25 %. Die 18- bis 29-Jährigen wählten ebenfalls überwiegend die Freiheitlichen und das BZÖ, während SPÖ, ÖVP und Grüne weitaus schlechtere Ergebnisse erzielten.

### Wahlanalysen
In den Tagen nach der Wahl wurden mehrmals Demoskopen zum Wahlergebnis befragt. Mehrmals wurde behauptet, dass das Ergebnis eher auf eine verstärkte Protestwahl und nicht – wie von den Medien publiziert – auf einen Rechtsruck zurückzuführen sei.
Die Tageszeitung Die Presse veröffentlichte am Tag nach der Wahl eine Wahlanalyse. Demnach wäre das Hauptmotiv der Wähler die Kanzlerfrage gewesen. Besonders gut schnitten dabei Jörg Haider (59 %) und Werner Faymann (53 %) ab. Die geringste Zustimmung der Wähler erhielt der ÖVP-Spitzenkandidat Wilhelm Molterer; nur ein Viertel der ÖVP-Wähler gaben ihn als Motiv für die Wahl an. Weiters wollten die Wähler einen Protest gegen die Regierung ausdrücken.
Auch die Wochenzeitschrift profil nahm das Wahlverhalten auf Basis einer repräsentativen Umfrage des GfK-Instituts unter die Lupe. Demnach lag die SPÖ bei den männlichen Wählern mit 29 % und bei den Frauen mit 30 % voran. Einzig die Teilwählerschaft der nicht erwerbstätigen Frauen konnte die ÖVP knapp mit einem Prozent Vorsprung gewinnen. In den Altersgruppen war die FPÖ besonders bei den jüngeren Wählern beliebt und gewann bei den 16- bis 30-Jährigen. Bei den Älteren (in den Wählergruppen über 30 Jahren) konnte die SPÖ punkten. Während die SPÖ bei den Angestellten, Beamten und Pensionisten die größte Zustimmung erhielt, wählten die meisten Arbeiter und Facharbeiter die FPÖ, die ÖVP gewann bei den Selbstständigen und Unternehmern knapp vor den Grünen.

## Folgen

### Parteipolitik
In der Woche nach der Wahl gab es Rochaden im Spitzenpersonal der ÖVP und der Grünen. Bereits am 29. September 2008 gab Wilhelm Molterer auf Grund des schlechten Wahlergebnisses seinen Rücktritt als Bundesobmann der Volkspartei bekannt und schlug Umweltminister und Bauernbündler Josef Pröll als neuen Parteivorsitzenden vor. Überdies wurde Pröll zum Klubchef gewählt. Der Parteichef der Grünen, Alexander Van der Bellen, trat am 3. Oktober 2008 von der Parteispitze zurück, wird jedoch als Abgeordneter im Nationalrat verbleiben. Als Nachfolgerin wurde Eva Glawischnig-Piesczek designiert, die zudem zur Vorsitzenden des Parlamentsklubs gewählt wurde. Nach dem Tod des am 11. Oktober 2008 verstorbenen BZÖ-Chefs Jörg Haider wurde Stefan Petzner als Bündnisobmann designiert. Dieser gab seine Funktion als geschäftsführender Bündnisobmann Ende November an Herbert Scheibner ab. Zum Klubchef wurde Josef Bucher gewählt. Das Liberale Forum zog Konsequenzen aus der gescheiterten Wahl und wählte Werner Becher zum Parteichef.

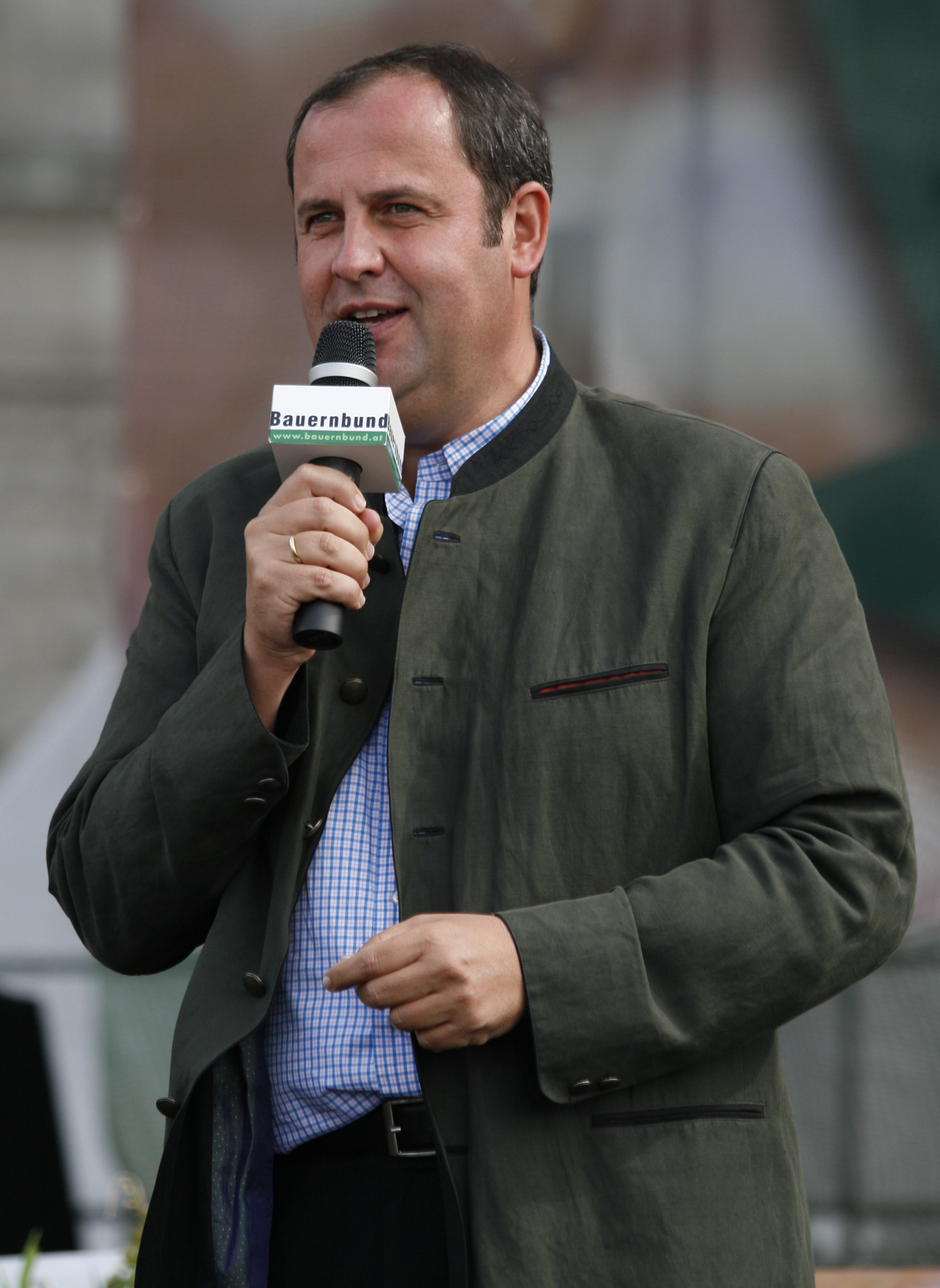
Josef Pröll
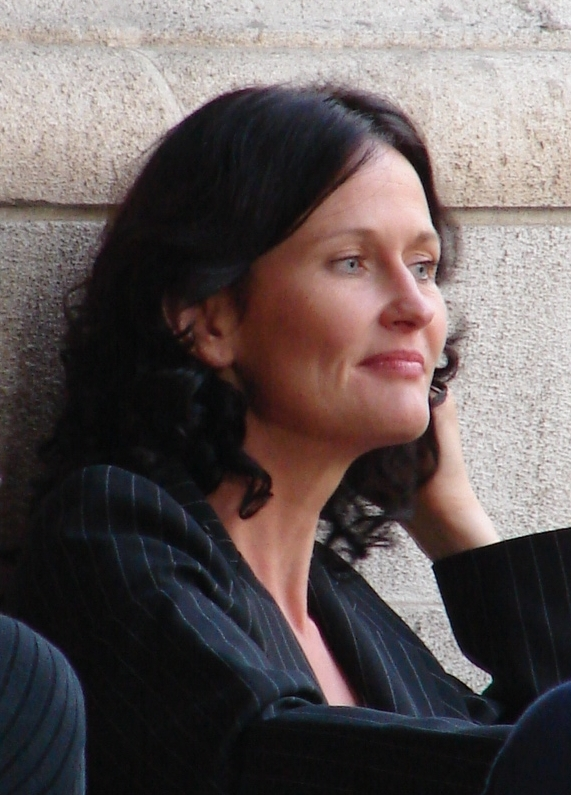
Eva Glawischnig-Piesczek
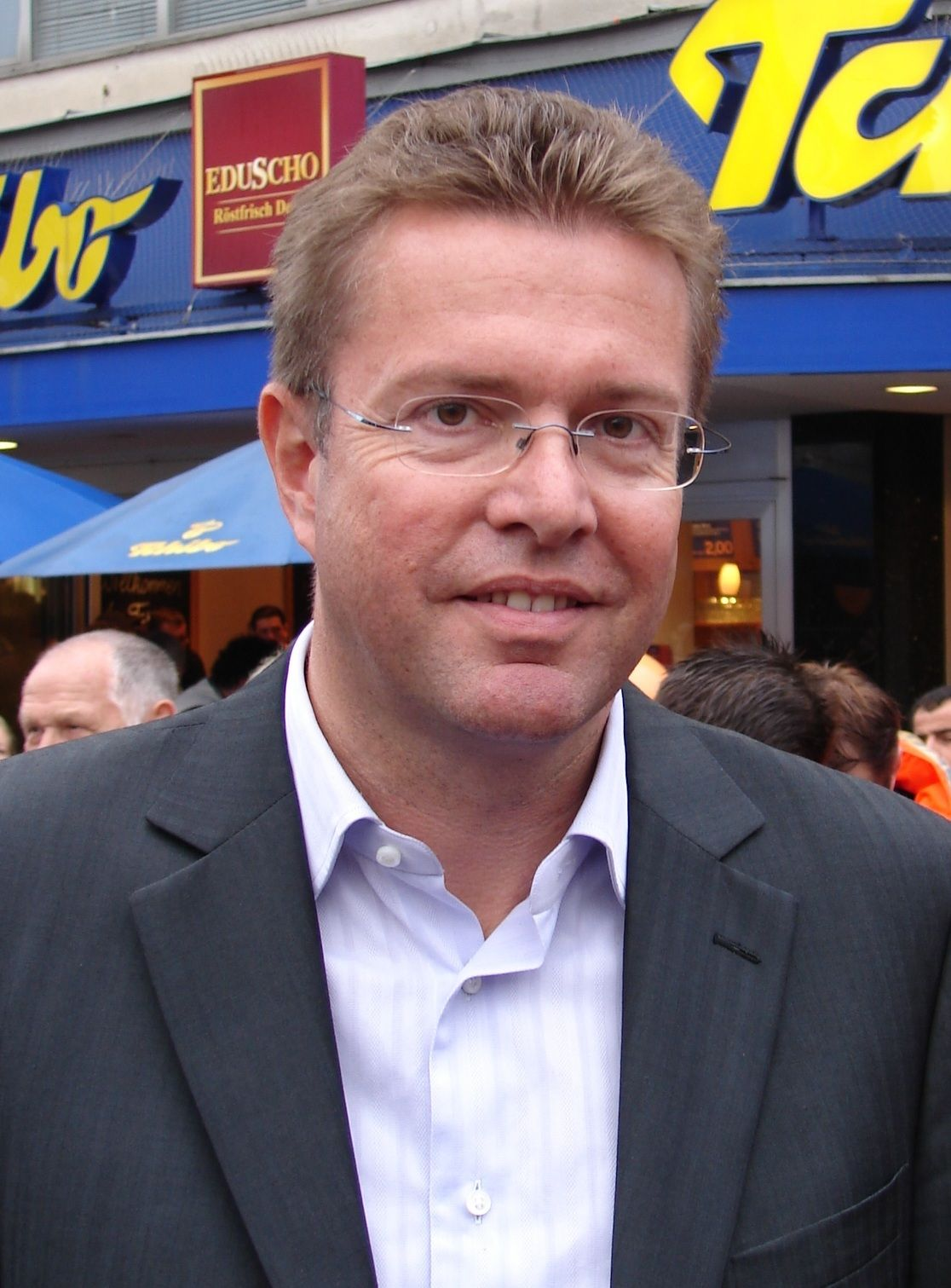
Herbert Scheibner
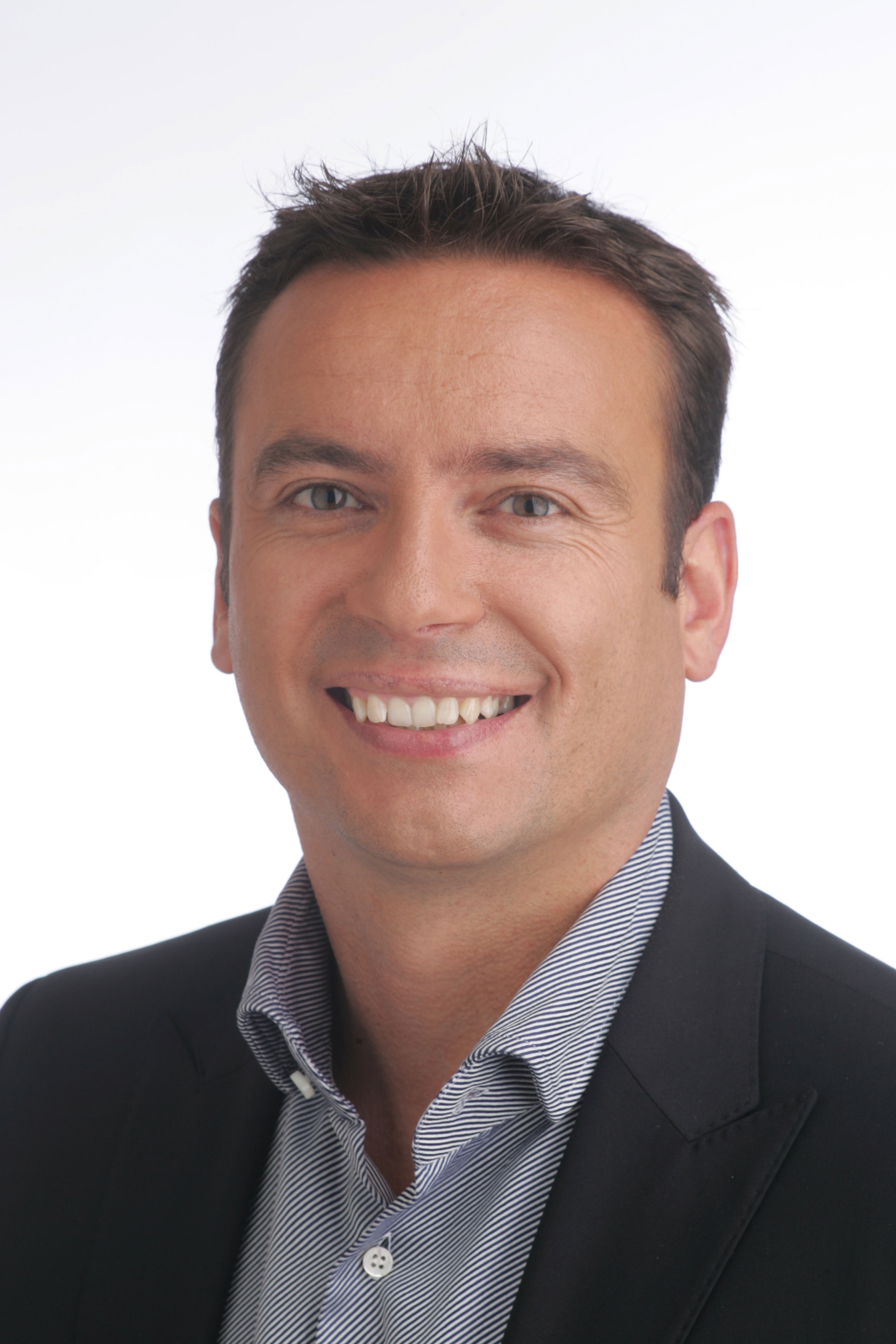
Werner Becher

### Koalitionsverhandlungen
| Parteien                         | Sitze |
| -------------------------------- | ----- |
| Absolute Mehrheit (ab 92 Sitzen) |       |
| SPÖ, ÖVP                         | 108   |
| ÖVP, FPÖ, BZÖ                    | 106   |
| Sitze gesamt                     | 183   |

Bundespräsident Heinz Fischer erteilte dem Spitzenkandidaten der erstplatzierten Partei, Werner Faymann, am 8. Oktober 2008 den Regierungsauftrag. Dieser bestätigte daraufhin nochmals, vorerst ausschließlich mit der Österreichischen Volkspartei und ihrem designierten Parteichef Josef Pröll Koalitionsverhandlungen zu führen.
Als einzige weitere Möglichkeit sah die SPÖ die Bildung einer Minderheitsregierung, bis zur Angelobung der Regierung erklärten sich jedoch nur die Grünen zur Duldung einer solchen bereit. Rechnerisch wären auf Grund der Verteilung der Mandate mehrere Regierungskonstellationen möglich gewesen; bei jeder von diesen schloss jedoch zumindest eine der Parteien eine Koalition mit mindestens einer anderen aus. So stand beispielsweise die Möglichkeit einer Mitte-rechts-Koalition zwischen ÖVP, FPÖ und BZÖ im Raum, die anfangs von Josef Pröll und anfangs Heinz-Christian Strache ausgeschlossen wurde. In den Medien wurde außerdem mehrmals um eine Koalition zwischen SPÖ und FPÖ spekuliert, da diese bereits vor der Wahl im Parlament zu Gesetzesbeschlüssen kooperierten. Faymann schloss jedoch nach wie vor der Wahl eine Regierungsbildung mit dem BZÖ und der FPÖ aus.
Der Vorstand der ÖVP sprach sich am 14. Oktober 2008 für die Aufnahme von Koalitionsverhandlungen mit der SPÖ aus.
Am 16. November 2008 trafen sich Werner Faymann und Josef Pröll zu einem Vieraugengespräch, nachdem zuvor eine große Verhandlungsrunde zwischen SPÖ und ÖVP abgesagt worden war. Pröll legte Faymann ein Zehn-Punkte-Forderungsprogramm vor, die Koalitionsverhandlungen wurden darauf bis zur Beantwortung Faymanns am Tag danach ausgesetzt.
| Verhandlungsteams und Themen | Verhandlungsteams und Themen           | Verhandlungsteams und Themen |
| SPÖ                          | Thema                                  | ÖVP                          |
| ---------------------------- | -------------------------------------- | ---------------------------- |
| Doris Bures                  | Arbeitsplätze und Standortpolitik      | Karlheinz Kopf               |
| Andreas Schieder             | Außen- und Europapolitik               | Ursula Plassnik              |
| Claudia Schmied              | Bildung, Kultur und Medien             | Johannes Hahn                |
| Christoph Matznetter         | Budget, Steuern und Nachhaltigkeit     | Wilhelm Molterer             |
| Barbara Prammer              | Gesellschaft, Chancenpolitik und Sport | Christine Marek              |
| Norbert Darabos              | Inneres, Justiz und Landesverteidigung | Maria Fekter                 |
| Hans Niessl                  | Leistungsfähiger Staat                 | Herbert Sausgruber           |
| Wilhelm Haberzettl           | Soziales und Gesundheit                | Fritz Neugebauer             |

### Verhandlungsabschluss
Am Abend des 23. November 2008 erklärten Werner Faymann und Josef Pröll, dass sie sich auf eine erneute Große Koalition mit Werner Faymann als Bundeskanzler geeinigt haben.
Die Ressortaufteilung zwischen ÖVP und SPÖ änderte sich wenig: Das Gesundheitsministerium kam zur SPÖ, dafür wurde das Justizministerium der ÖVP zugesprochen. Anders als in Italien oder Deutschland werden damit die Ministerien für Inneres und Justiz durch Minister der gleichen Partei geleitet. Die bisherige Außenministerin Ursula Plassnik kündigte an, dass sie aus der Regierung ausscheiden werde. Als Grund gab sie Differenzen bei der Frage, ob künftige EU-Vertragsänderungen auf parlamentarischem Wege oder über Volksabstimmungen zu entscheiden sind. Werner Faymann sollte als Kanzler kein Ressort haben. Innerhalb der Ministerien gab es einige Umverteilungen: Der Bereich Arbeit ging vom Wirtschaftsministerium wieder an das Sozialressort, der Sportbereich ging ins Verteidigungsministerium. Gegenüber 2006 gibt es nur noch vier statt sechs Staatssekretäre.
Die Angelobung der Bundesregierung Faymann I fand am 2. Dezember 2008 statt.

### Verteilung der Ministerien und Staatssekretariate
| SPÖ                                                  | SPÖ                     | ÖVP                                                           | ÖVP                    |
| Ressort                                              | verantwortlich          | Ressort                                                       | verantwortlich         |
| ---------------------------------------------------- | ----------------------- | ------------------------------------------------------------- | ---------------------- |
| Bundeskanzler                                        | Werner Faymann          | Vizekanzler und BM für Finanzen                               | Josef Pröll            |
| BM für Gesundheit, Familie und Jugend                | Alois Stöger            | BM für europäische und internationale Angelegenheiten         | Michael Spindelegger   |
| BM für Frauenangelegenheiten und Öffentlichen Dienst | Gabriele Heinisch-Hosek | BM für Inneres                                                | Maria Fekter           |
| BM für Soziales und Konsumentenschutz                | Rudolf Hundstorfer      | BM für Wirtschaft und Arbeit                                  | Reinhold Mitterlehner  |
| BM für Verkehr, Innovation und Technologie           | Doris Bures             | BM für Wissenschaft und Forschung                             | Johannes Hahn          |
| BM für Unterricht, Kunst und Kultur                  | Claudia Schmied         | BM für Justiz                                                 | Claudia Bandion-Ortner |
| BM für Landesverteidigung und Sport                  | Norbert Darabos         | BM für Land- und Forstwirtschaft, Umwelt und Wasserwirtschaft | Nikolaus Berlakovich   |
| Staatssekretariat im Bundeskanzleramt                | Josef Ostermayer        | Staatssekretariat im BM für Wirtschaft und Arbeit             | Christine Marek        |
| Staatssekretariat im BM für Finanzen                 | Andreas Schieder        | Staatssekretariat im BM für Finanzen                          | Reinhold Lopatka       |

Das Bundesministerium für Justiz wurde bis 15. Jänner 2009 interimistisch von Johannes Hahn geführt, da die dafür vorgesehene, parteiunabhängige Claudia Bandion-Ortner als Richterin im BAWAG-Prozess noch mit der schriftlichen Abfassung des Urteils befasst war und damit ihr Amt noch nicht antreten konnte. Die Angelobung von Claudia Bandion-Ortner erfolgte am 15. Jänner 2009.

### Arbeit im Nationalrat
Durch die neue Konstellation im Nationalrat wurde der Opposition, bestehend aus FPÖ, BZÖ und Grünen, eine stärkere Rolle zugesprochen. Da SPÖ und ÖVP nach der Nationalratswahl massive Verluste einstecken mussten, ging die für Verfassungsänderungen benötigte Zweidrittelmehrheit verloren. Die Regierung hatte rund 59 % der Mandatare, die restlichen 41 % gingen an die Opposition.